# Mesquita de Şehzade
La mesquita de Şehzade (en turc: Şehzade Camii, del persa original شاهزاده Šāhzādeh, que significa 'príncep') és una mesquita imperial otomana del segle XVI situada en el districte de Fatih, el tercer turó d'Istanbul, a Turquia. Va ser encomanada per Solimà I el Magnífic com un memorial per al seu fill Şehzade Mehmed, que va morir el 1543. És a vegades denominada "Mesquita del Príncep". La mesquita fou una de les primeres i més importants obres de l'arquitecte Mimar Sinan i és una de les obres emblemàtiques de l'arquitectura otomana clàssica.

## Història
La construcció del conjunt de Şehzade ("mwHw" ülliye) l'ordenà el soldà otomà Solimà I el Magnífic com un memorial per al seu fill favorit Şehzade Mehmed (nascut el 1521), que va morir el 1543 mentre retornava a Istanbul després d'una victoriosa campanya militar a Hongria. Mehmed era el fill més gran de l'única esposa legal de Solimà, Hürrem Sultan -tot i que no era el seu primogènit- i abans de la seua mort prematura, estava preparat per a acceptar el sultanat després del regnat de Solimà. Es diu que Solimà  personalment va plànyer la mort de Mehmed quaranta dies en el seu túmul temporal a Istanbul, lloc on l'arquitecte imperial Mimar Sinan construiria un sumptuós mausoleu per a Mehmed com a part d'un conjunt major de mesquites dedicat a l'hereu.
El Mausoleu de Mehmed fou el primer element del conjunt que s'acabà, el 1544. La mesquita i la resta del conjunt es construïren entre els 1545 i 1548. Aquesta fou la primera important comissió imperial de Sinan.
La mesquita va sofrir alguns danys durant l'atemptat de juny del 2016 que va succeir en un carrer proper. Algunes finestres se'n van  trencar.

## Arquitectura

### Exterior
S'accedeix a la mesquita per un pati amb columnes, pavimentat amb marbre. El pati és tancat per un pòrtic amb cinc badies voltades en cada costat, amb arcs de marbre rosa i blanc alterns. Al bell mig n'hi ha una font d'ablució (sadirvan), una donació posterior del soldà Murat IV.
Mimar Sinan n'afegí pòrtics voltats al llarg de les façanes laterals (als costats nord-est i sud-oest) que ajuden a ocultar els contraforts de suport de l'estructura i a donar a l'exterior una sensació de monumentalitat més gran.

Els minarets bessons, connectats a la mesquita, tenen dues baranes amb escultures de mocàrabs i decoració geomètrica entrellaçada en baix relleu esculpida als eixos. Aquest nivell de detall decoratiu en els minarets és particular d'aquesta mesquita i rarament es va repetir en mesquites otomanes posteriors. Tot i que algunes mesquites patrocinades per altres membres de la família reial a vegades tinguessen dos minarets, la Mesquita de Şehzade és l'única no sultana dissenyada per Sinan amb dos minarets amb dues baranes.

Exterior de la mesquita
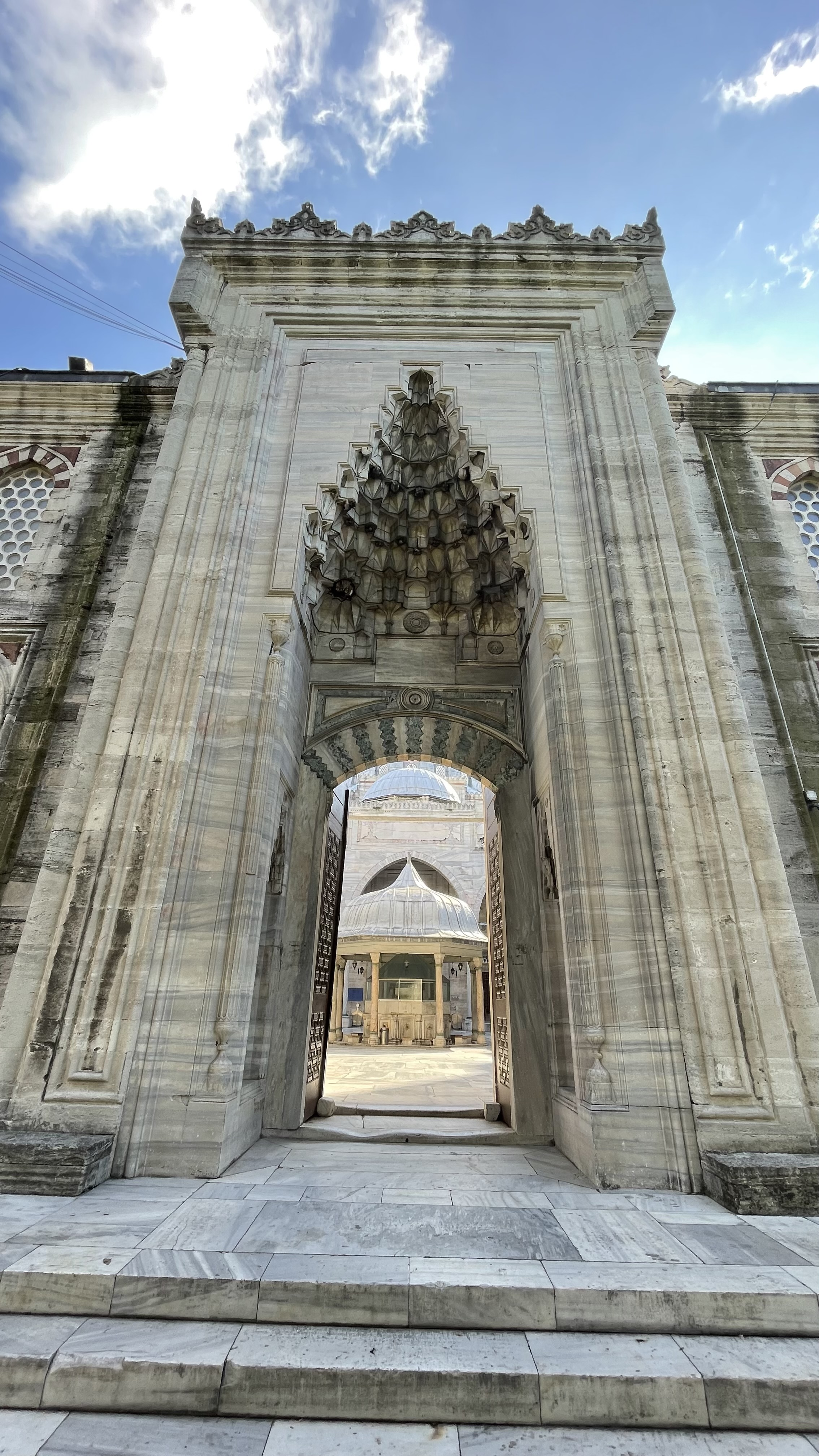
Porta principal del pati
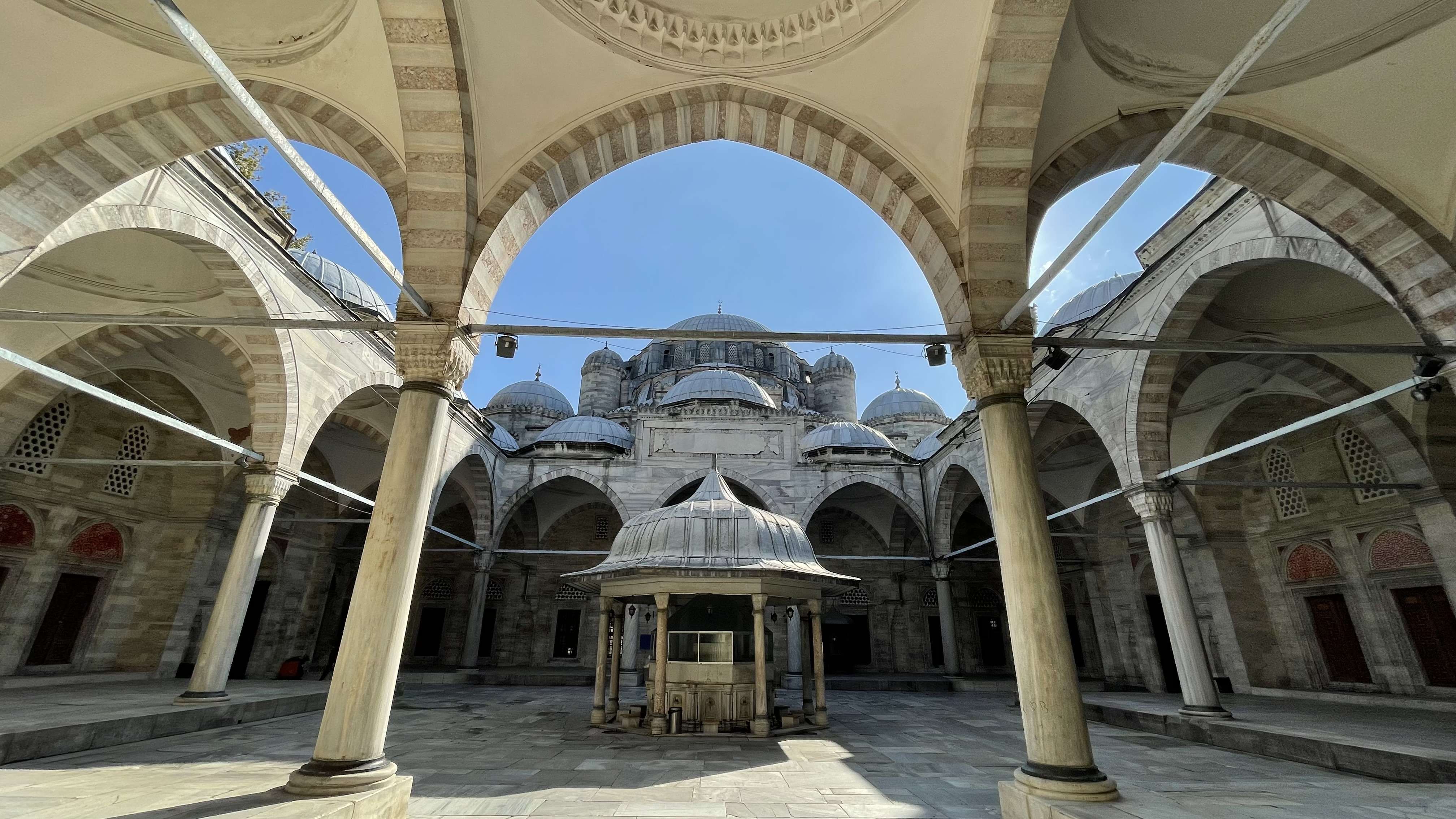
Pati
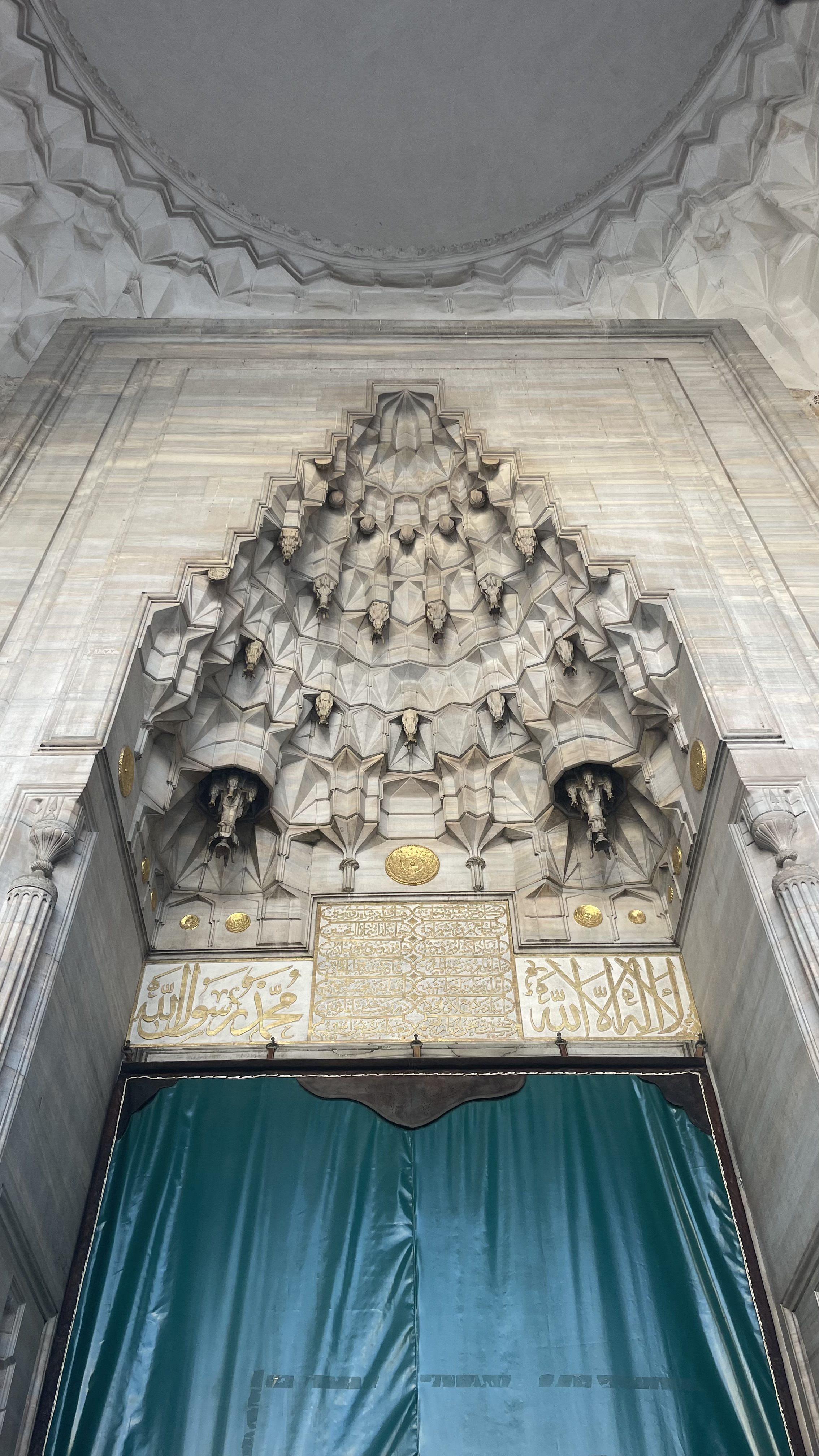
Entrada a la mesquita des del pati
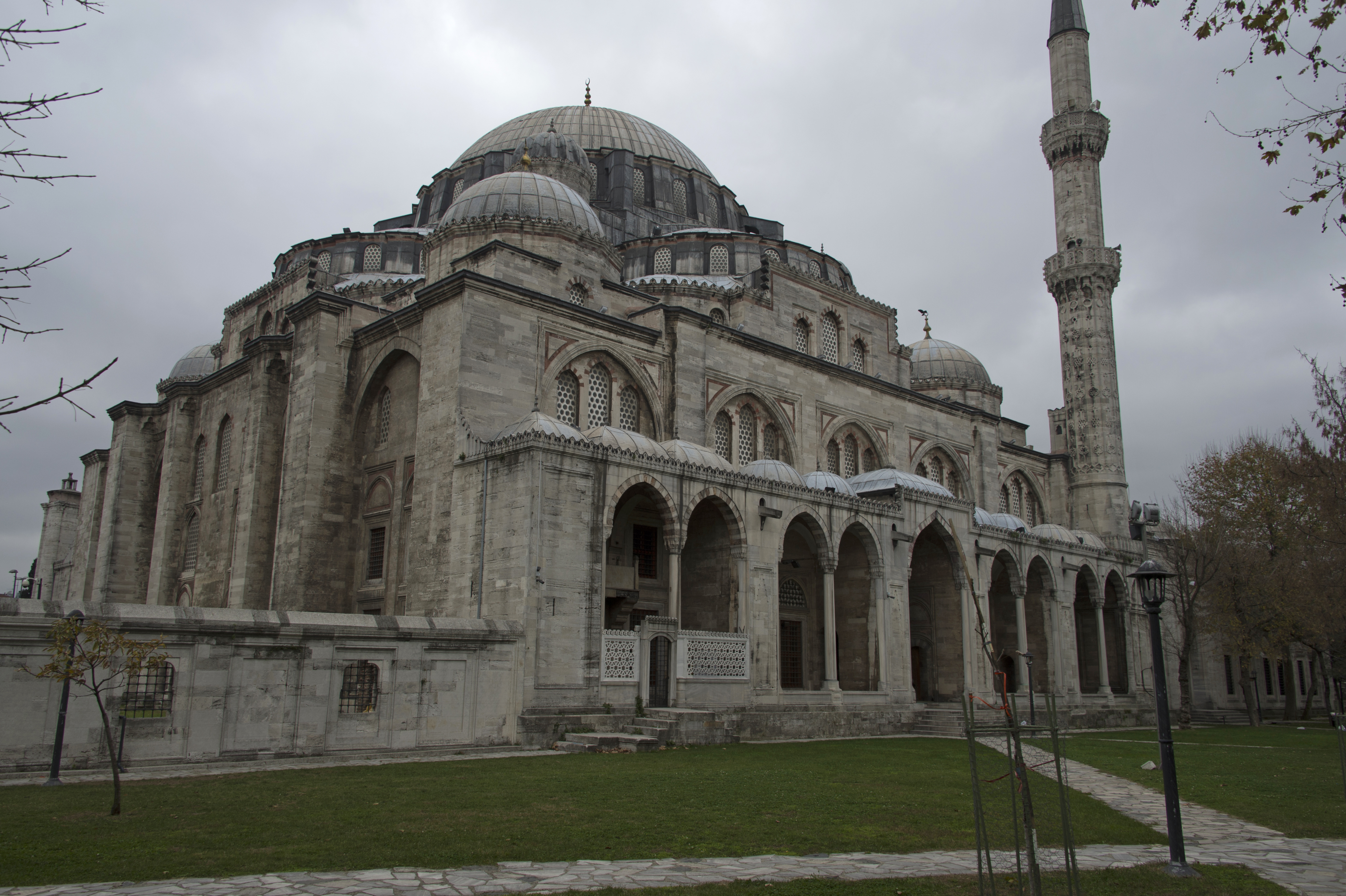
Vista del nord-est i pòrtic extern
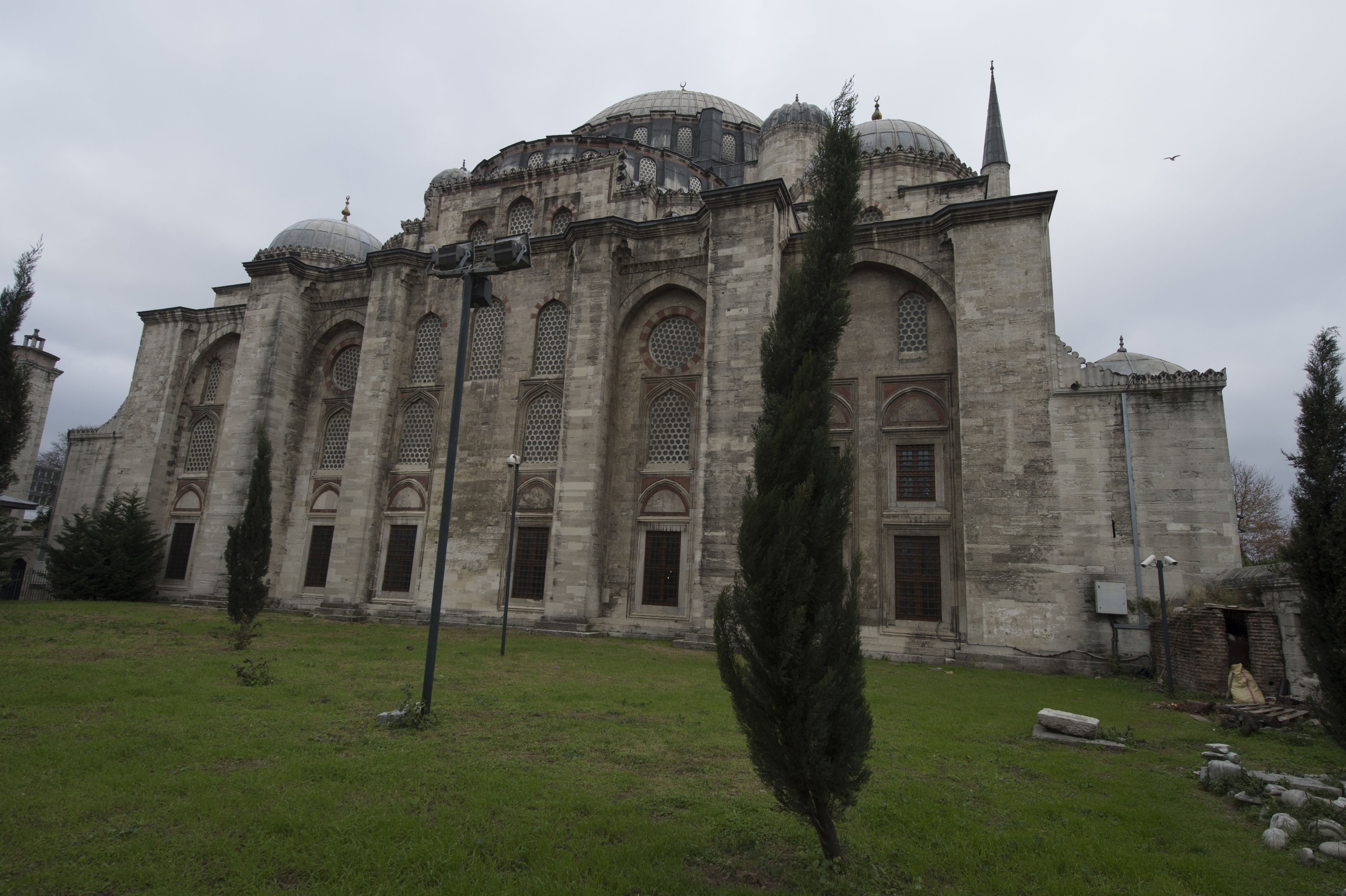
Vista del sud-est (darrere del mihrab)
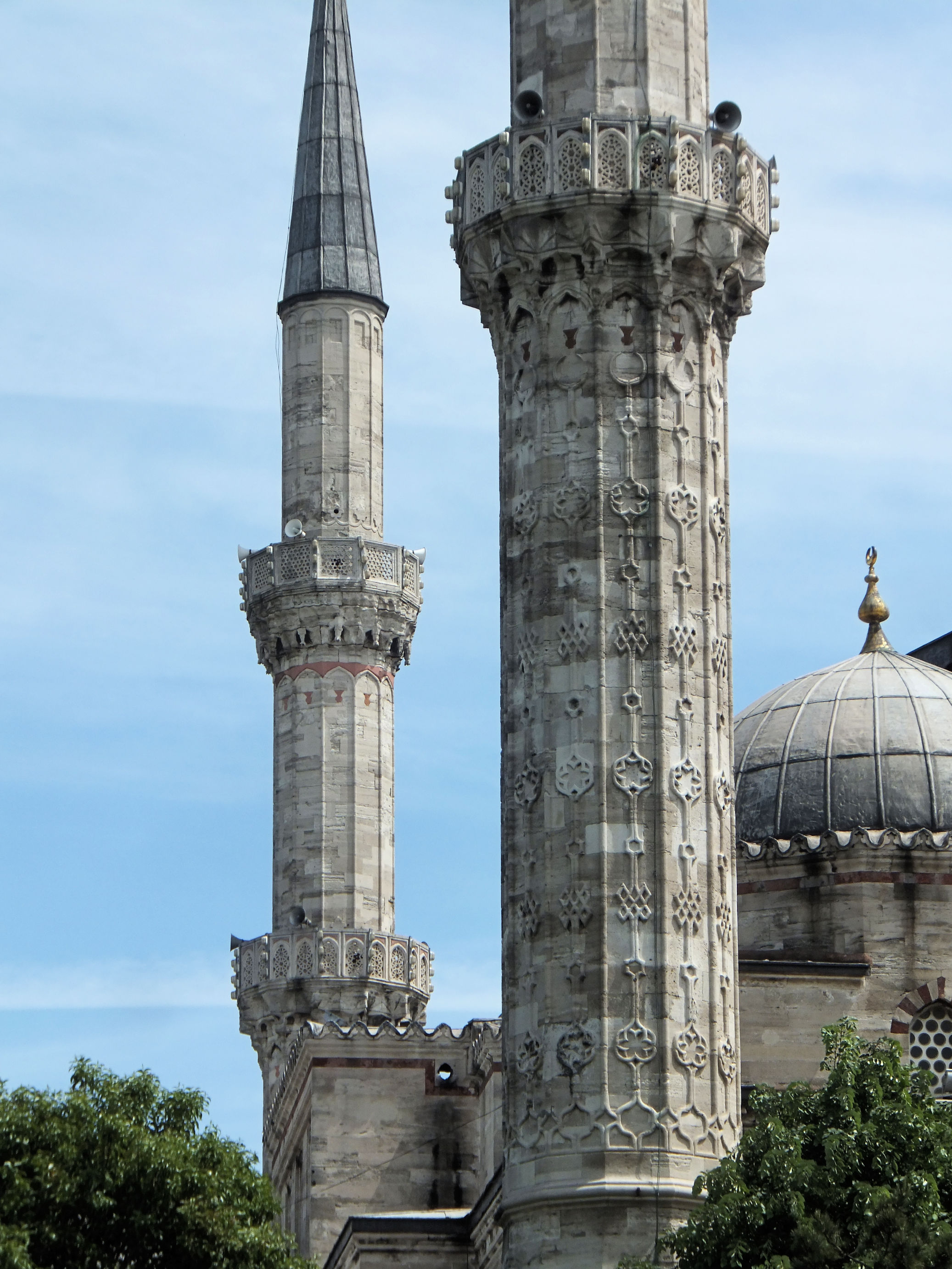
Detall dels minarets

### Interior

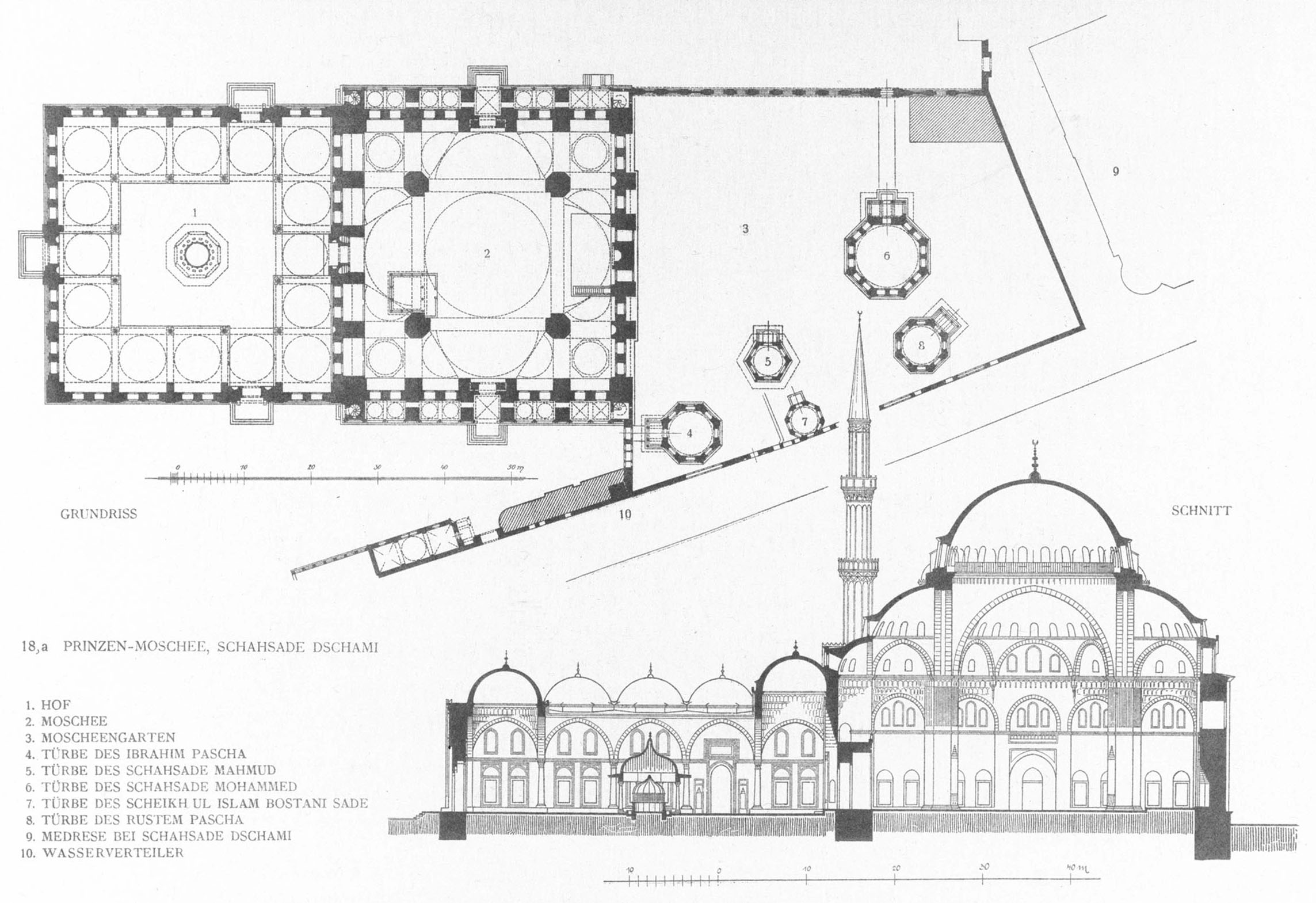
Tall transversal i plànol, de Cornelius Gurlitt, 1912

La mesquita té planta quadrada, coberta per una cúpula central amb quatre semicúpules, i amb quatre cúpules menors ocupant els cantons. La cúpula central és suportada per quatre pilars. Té un diàmetre de 19 m i una altura de 37 m.

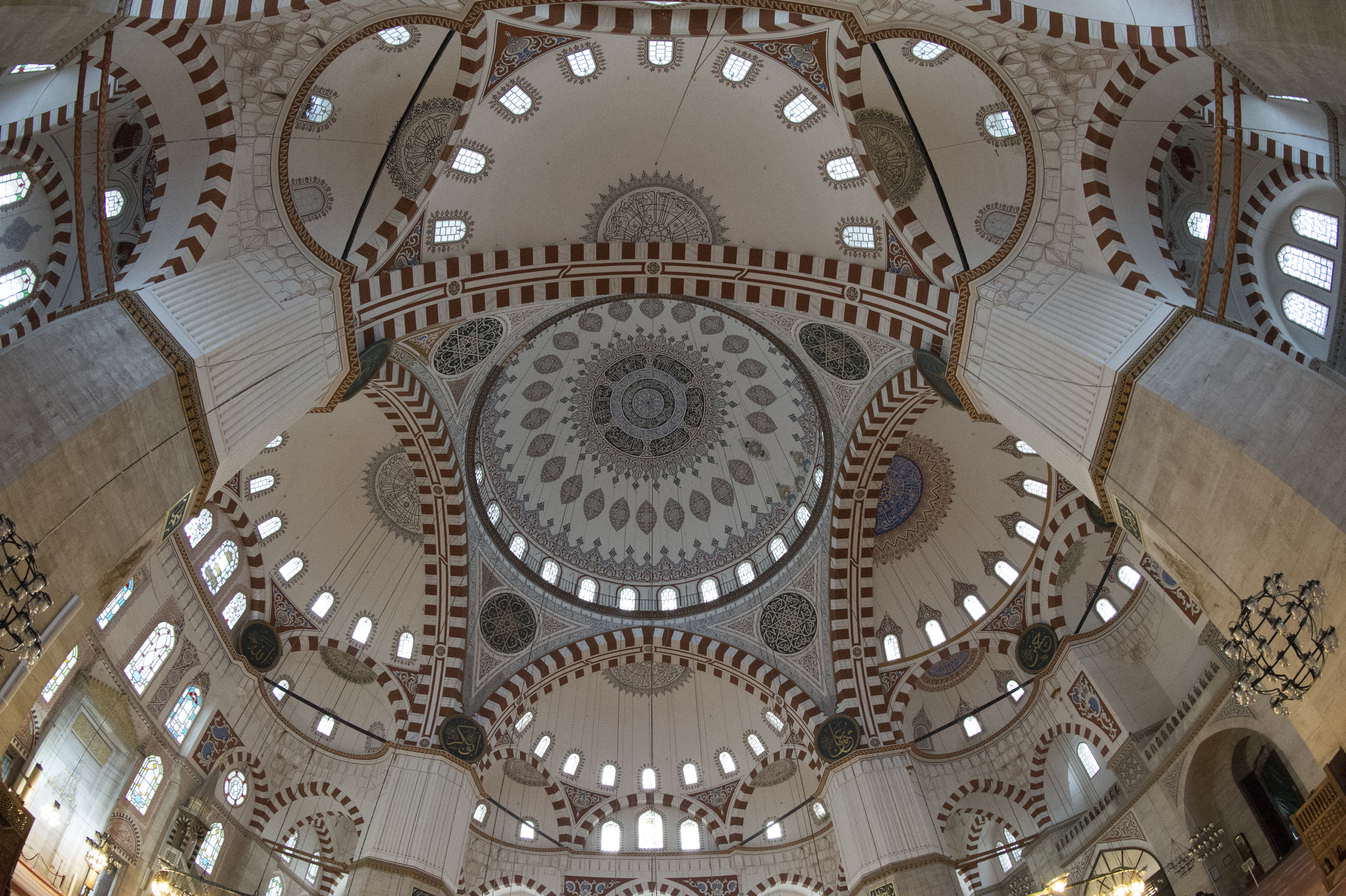
Vista de la cúpula i semicúpules de la mesquita

Aquest projecte representa l'auge de les construccions anteriors amb cúpula i semicúpula en l'arquitectura otomana, amb simetria completa en els projectes voltats amb els quals els arquitectes otomans anteriors havien experimentat. Una versió inicial d'aquest projecte, en menor escala, s'havia utilitzat abans de Sinan en la Mesquita de Fatih Paixà d'Amed, datada del 1520 o 1523.
A més de la simetria del layout, les primeres innovacions de Sinan són evidents en la manera com organitza els suports estructurals de la cúpula. En comptes de fer que la cúpula repose sobre parets gruixudes (com era comú abans), concentra els suports de càrrega en un nombre limitat de contraforts al llarg de les parets externes de la mesquita i en quatre pilars a dins en els cantons de la cúpula. Això permet que les parets entre els contraforts siguen més fines, i puguen tenir més finestres per a portar més llum. Sinan també va moure les parets externes cap a dintre, perquè els contraforts fossen menys perceptibles des de dins (a l'exterior, afegeix pòrtics per a ocultar-los). Els quatre pilars pesats que suporten la cúpula en foren un desavantatge del projecte perquè distreien la unitat de l'espai, però Sinan va intentar compensar-ho donant-los formes irregulars que els fan semblar menys massius.

La decoració pintada de l'interior no és l'originària, i va ser refeta en períodes posteriors. Algunes d'aquestes restauracions van mantenir molt de la composició dels projectes otomans clàssics primigenis, alhora que els actualitzaven per a reflectir noves tècniques adoptades sota influència europea, com l'ombrejat. S'hi afegiren nous dissenys, i entre els motius més clàssics n'hi ha detalls que clarament daten del període Barroc otomà, tot i que aquests també s'han repintat.

Interior da mesquita
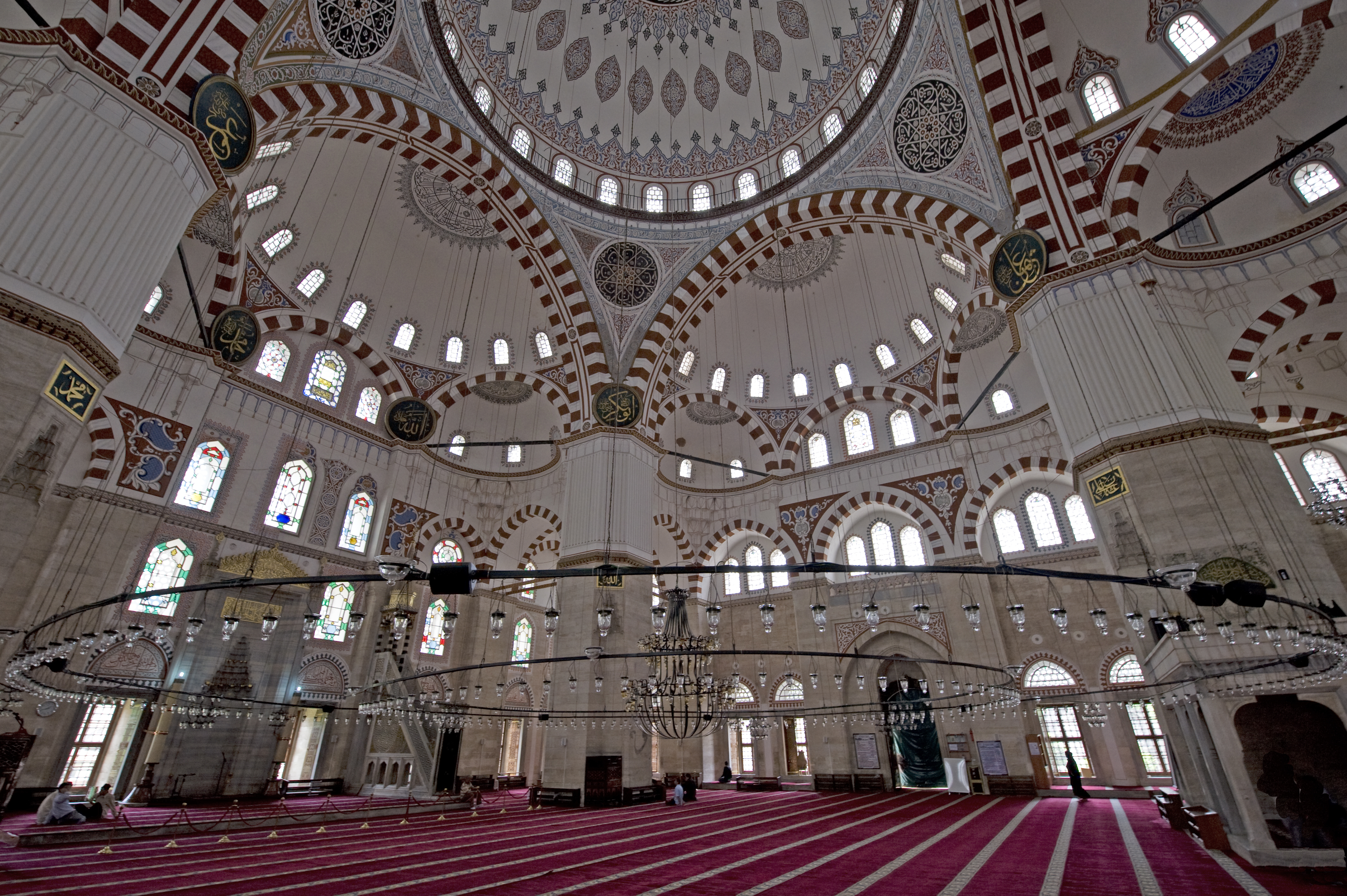
Vista interior
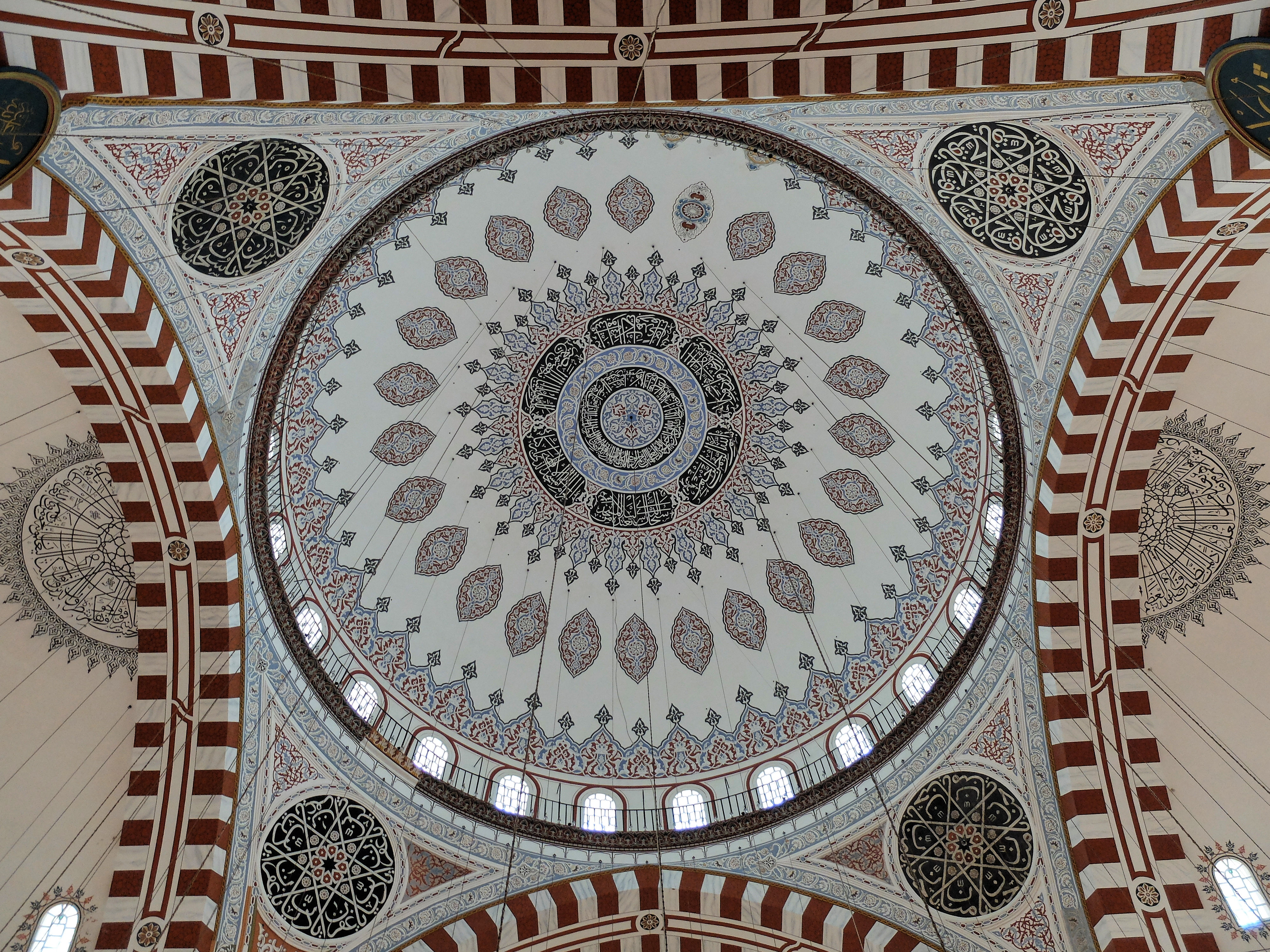
Cúpula principal
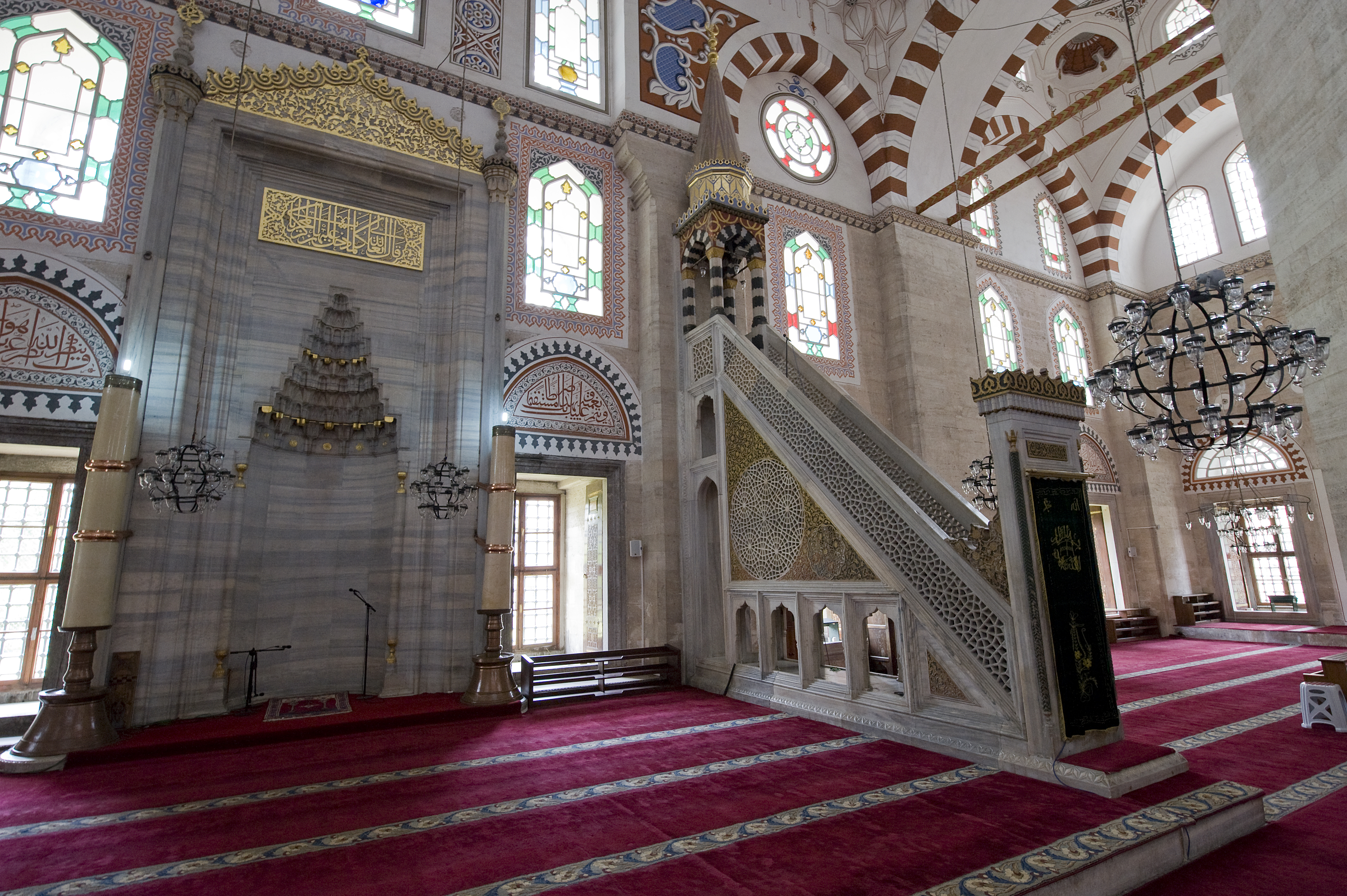
Vista del mihrab (esquerra) e mínbar (dreta)
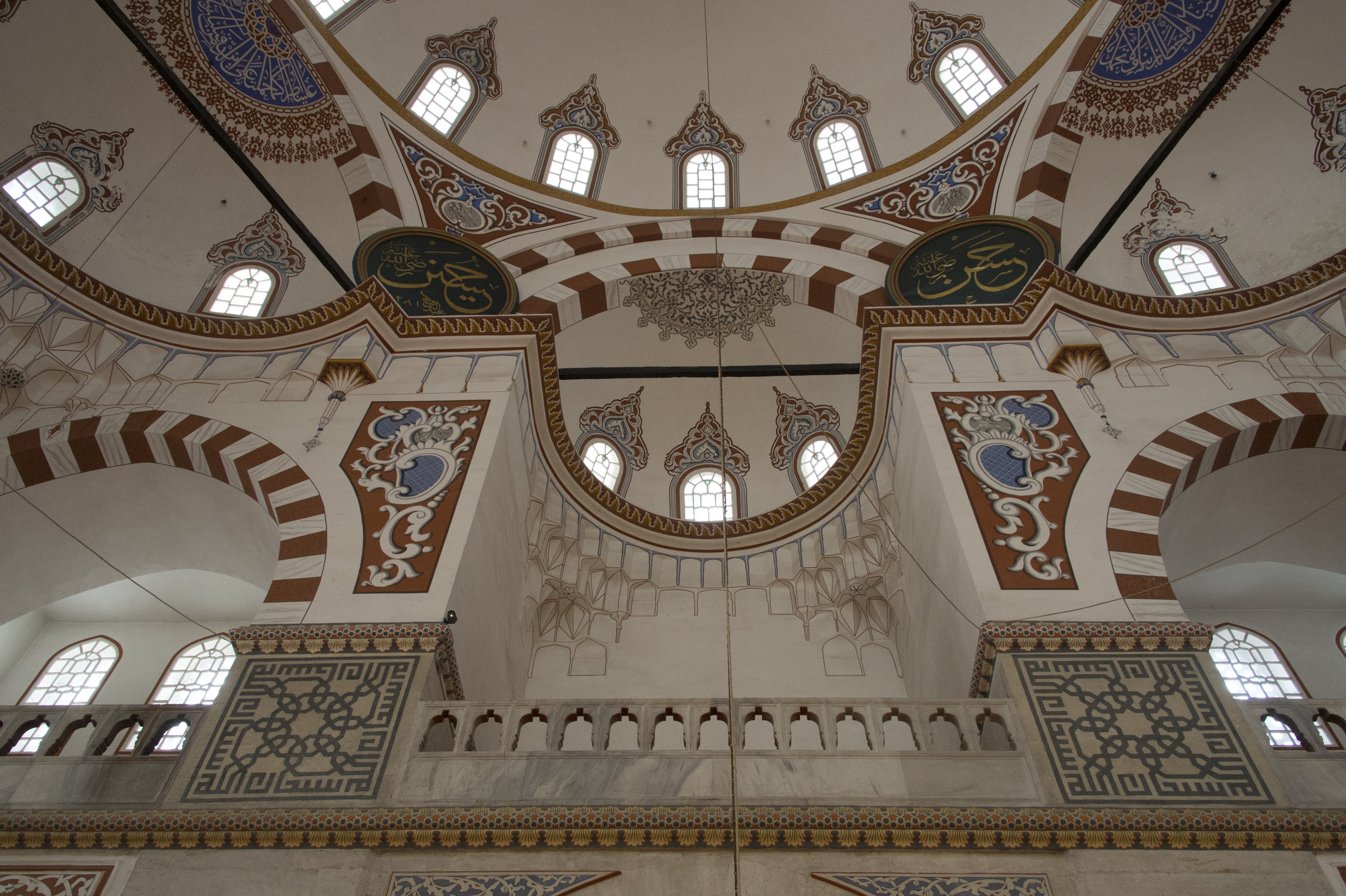
Detalls damunt l'entrada principal
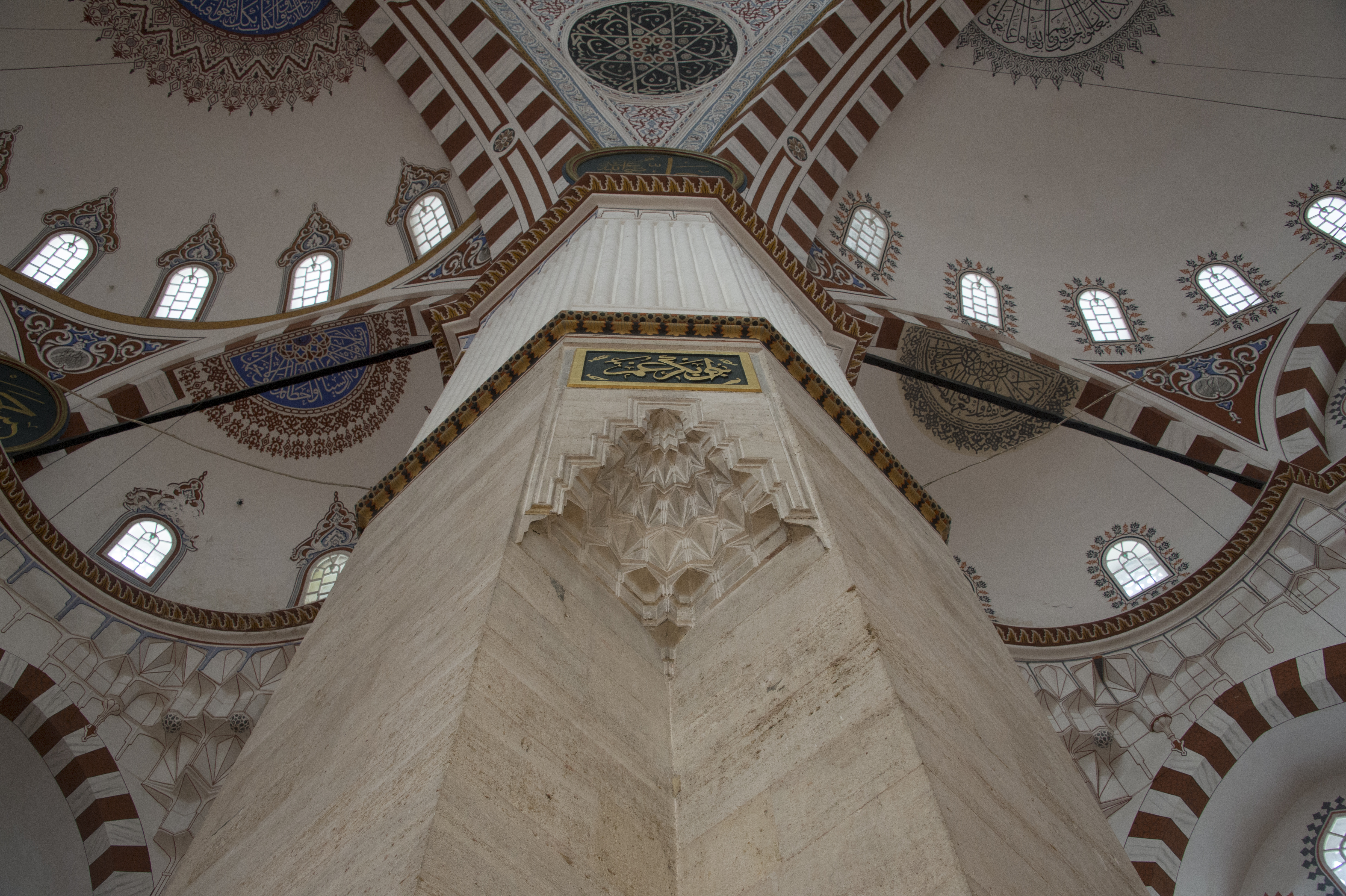
Detall d'un dels pilars principals

### Llegat i influència
Sinan considerava la Mesquita de Şehzade la seua obra d'"aprenent" i no hi restà satisfet. Durant la resta de la seua carrera, no va repetir el layout en cap més treball. En comptes d'això, experimentà amb altres projectes que semblaven pretendre un espai interior completament unificat i formes de matisar la percepció de la cúpula principal en entrar en una mesquita. Un dels resultats en fou que qualsevol espai que no pertanyés a l'espai central voltat es va reduir a un paper mínim, subordinat, quan no totalment absent.
Malgrat l'opinió de Sinan, el disseny simètric de la Mesquita de Şehzade, amb la cúpula central i quatre semicúpules, fou popular entre els arquitectes posteriors de l'Imperi otomà. Es repetí en mesquites otomanes clàssiques construïdes després de Sinan, com ara la Mesquita del Sultà Ahmet I, la Mesquita Nova d'Eminönü, i la reconstrucció del segle XVIII de la Mesquita de Fatih. Se'n troba fins i tot en la Mesquita de Muhammad Ali del segle XIX del Caire.

## Conjunt
Els altres edificis del conjunt de la Mesquita de Şehzade són una madrassa, una tabhane (casa d'hostes), un caravanserrall, un imaret, una petita mektep (escola primària), i un cementeri amb mausoleus. La mesquita i el cementeri estan voltats per un muret que forma un pati extern que també es connecta amb la majoria dels altres elements.

Elements del conjunt
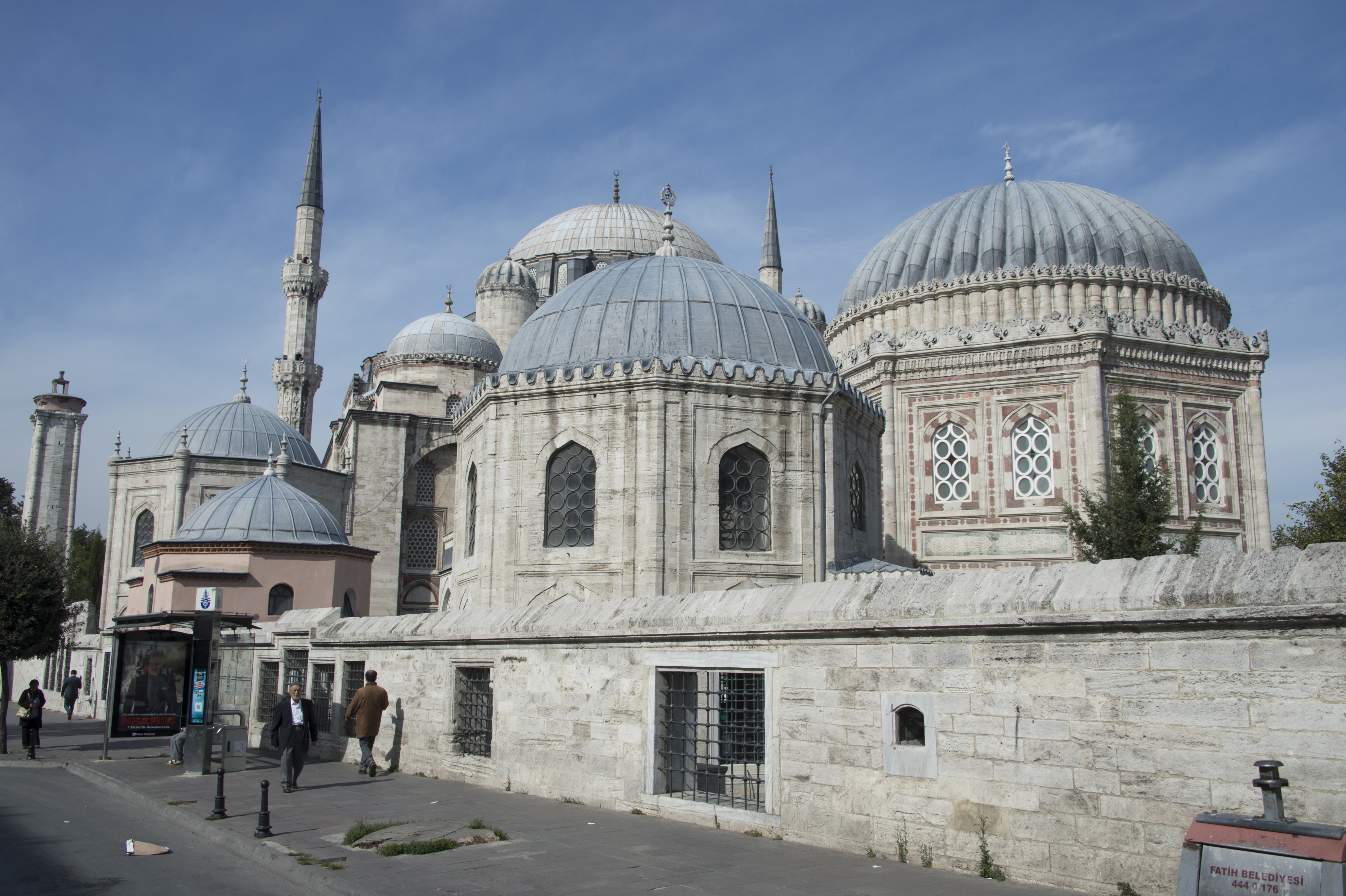
Vista del cementeri i els mausoleus
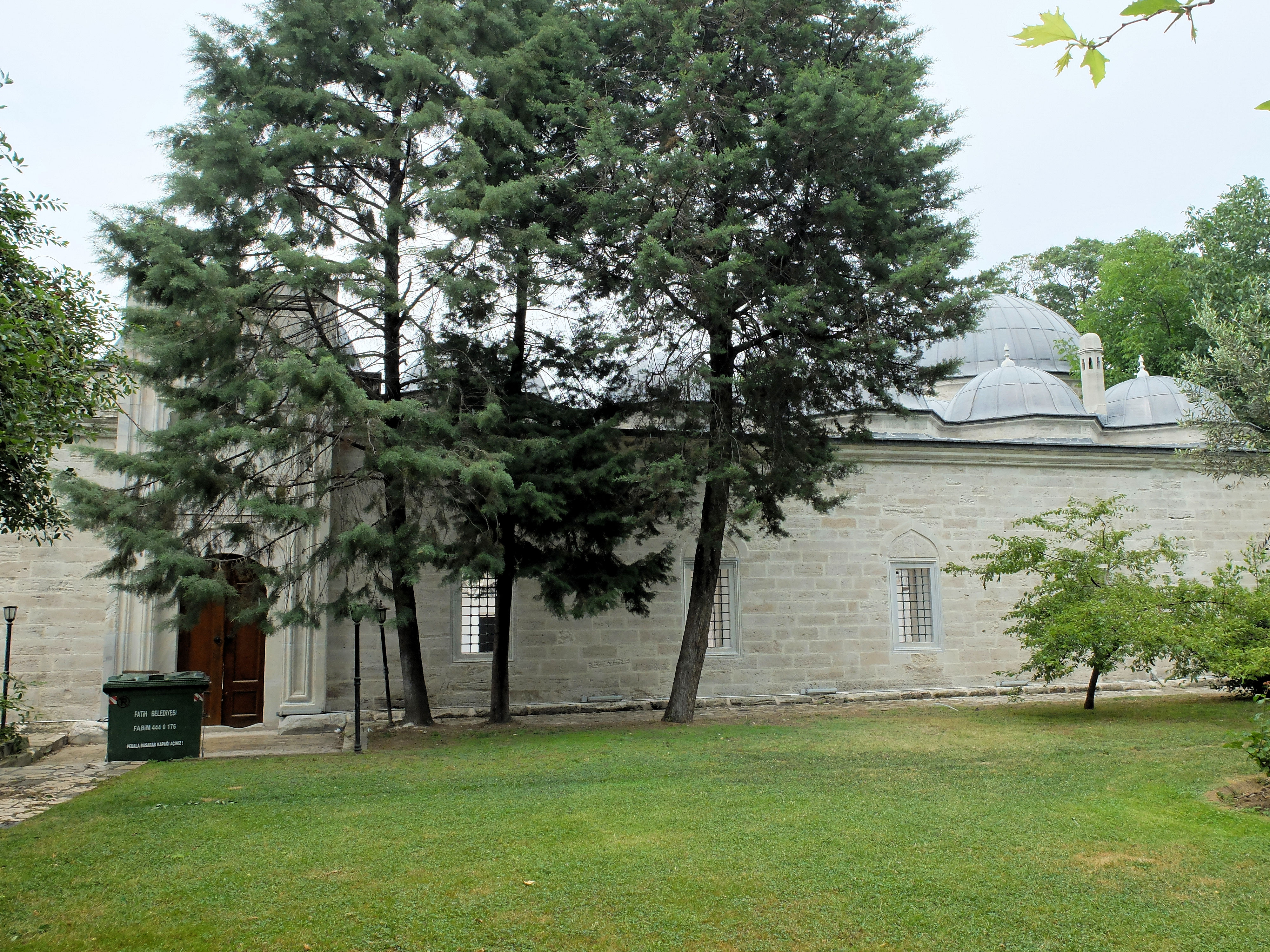
Exterior de la madrassa (al nord)
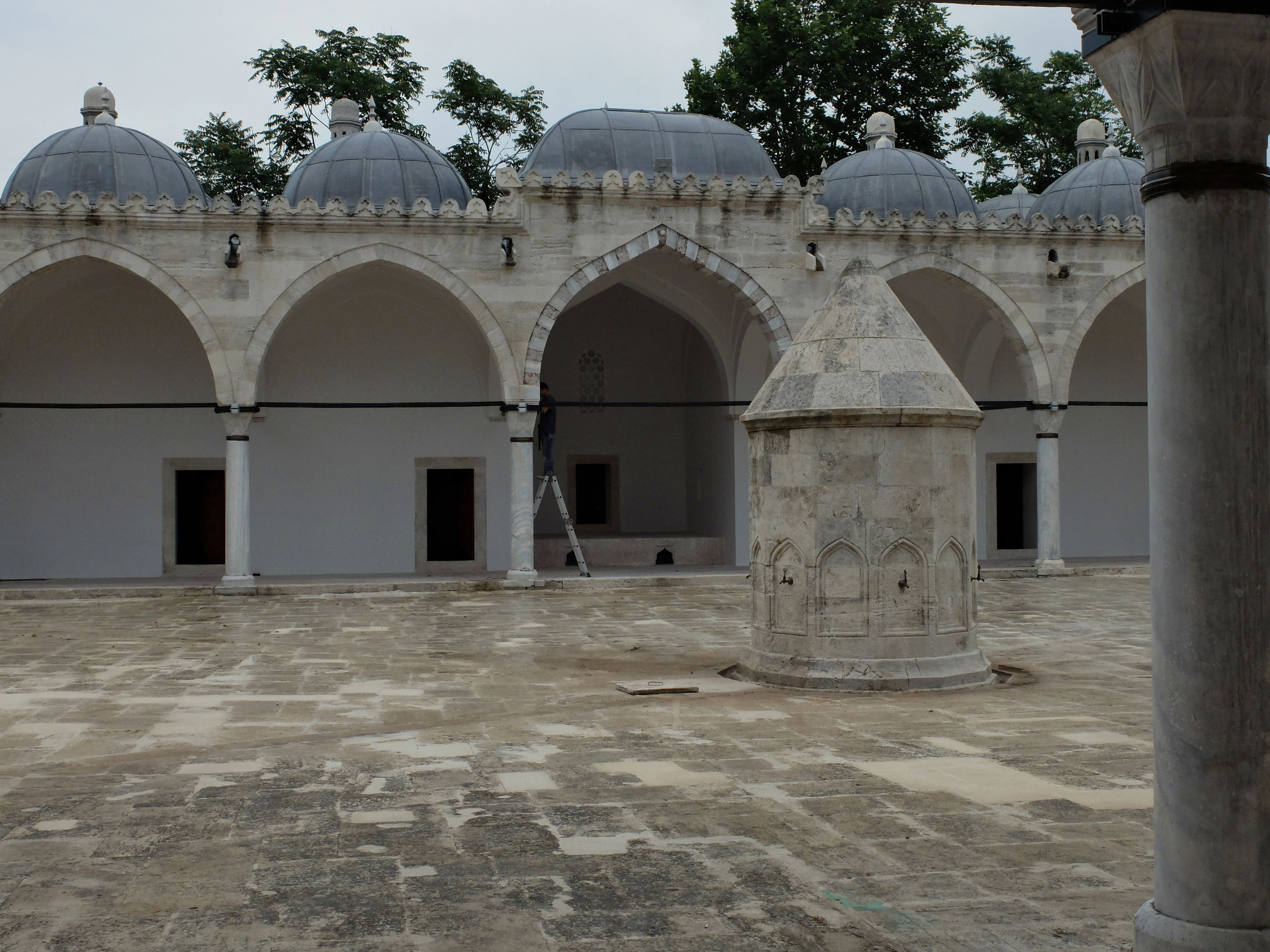
Interior da madrassa
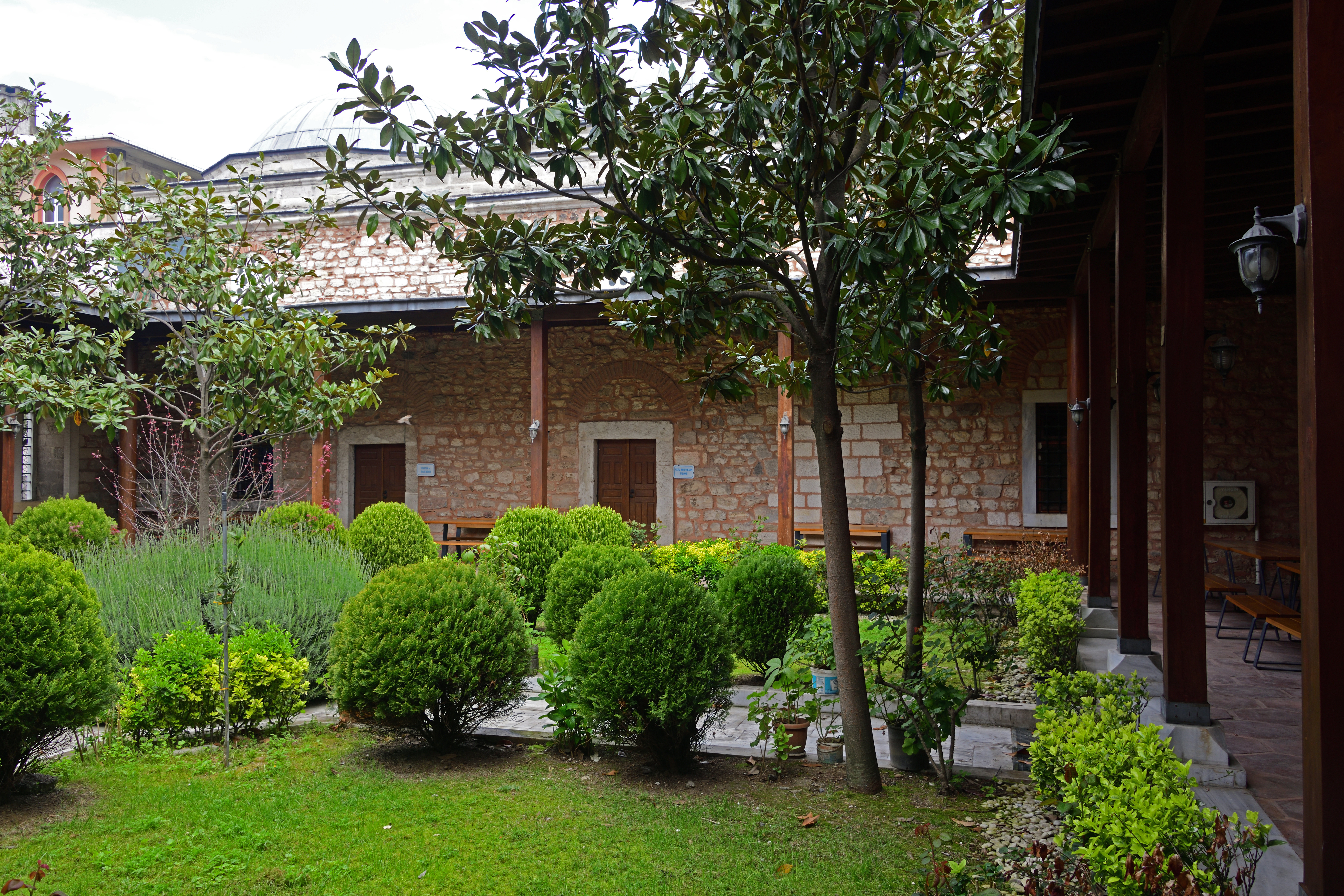
Pati de l'imaret (a l'est)
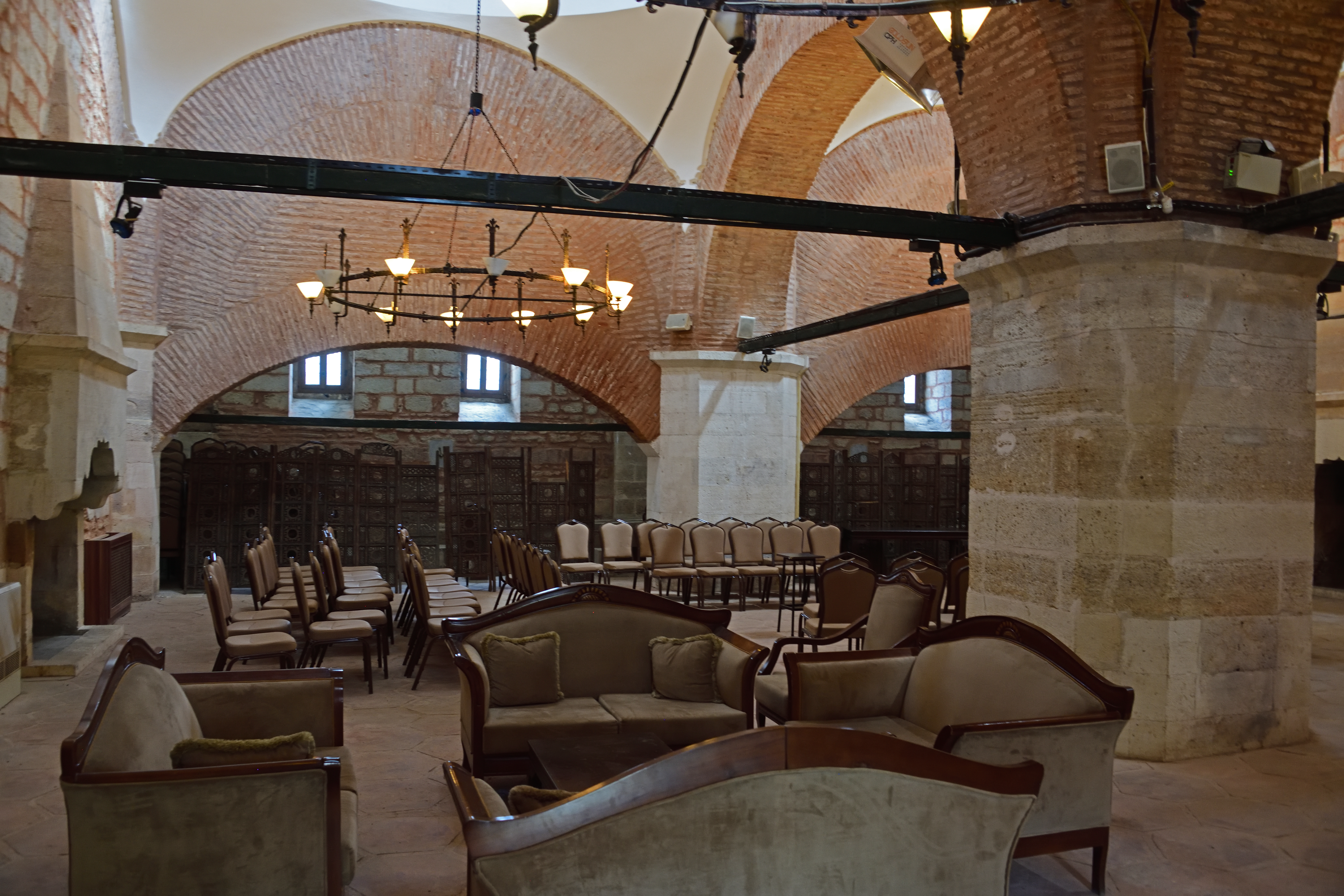
Saló de l'imaret

### Mausoleus
Hi ha cinc mausoleus (turba) en el jardí funerari al sud de la mesquita. El més antic i més gran és el de Şehzade Mehmed, que té una inscripció de fundació en persa sobre l'entrada amb data del 1543-44. El mausoleu és una estructura octogonal, amb una cúpula acanalada, treball en pedra policroma i un pòrtic amb tres arcs. Les parets interiors són cobertes amb rajola multicolor i les finestres tenen vidres també de colors. Uma característica inusual és el tron rectangular de fusta sobre el sarcòfag de Mehmed, que simbolitza el seu estatus com a hereu. Dins el mausoleu també hi ha els túmuls de la filla de Mehmed, Humasah Sultan, i el seu germà més jove Sehzade Cihangir (m. 1553). La identitat de l'ocupant del quart sarcòfag és desconeguda.

Mausoleu de Şehzade Mehmed
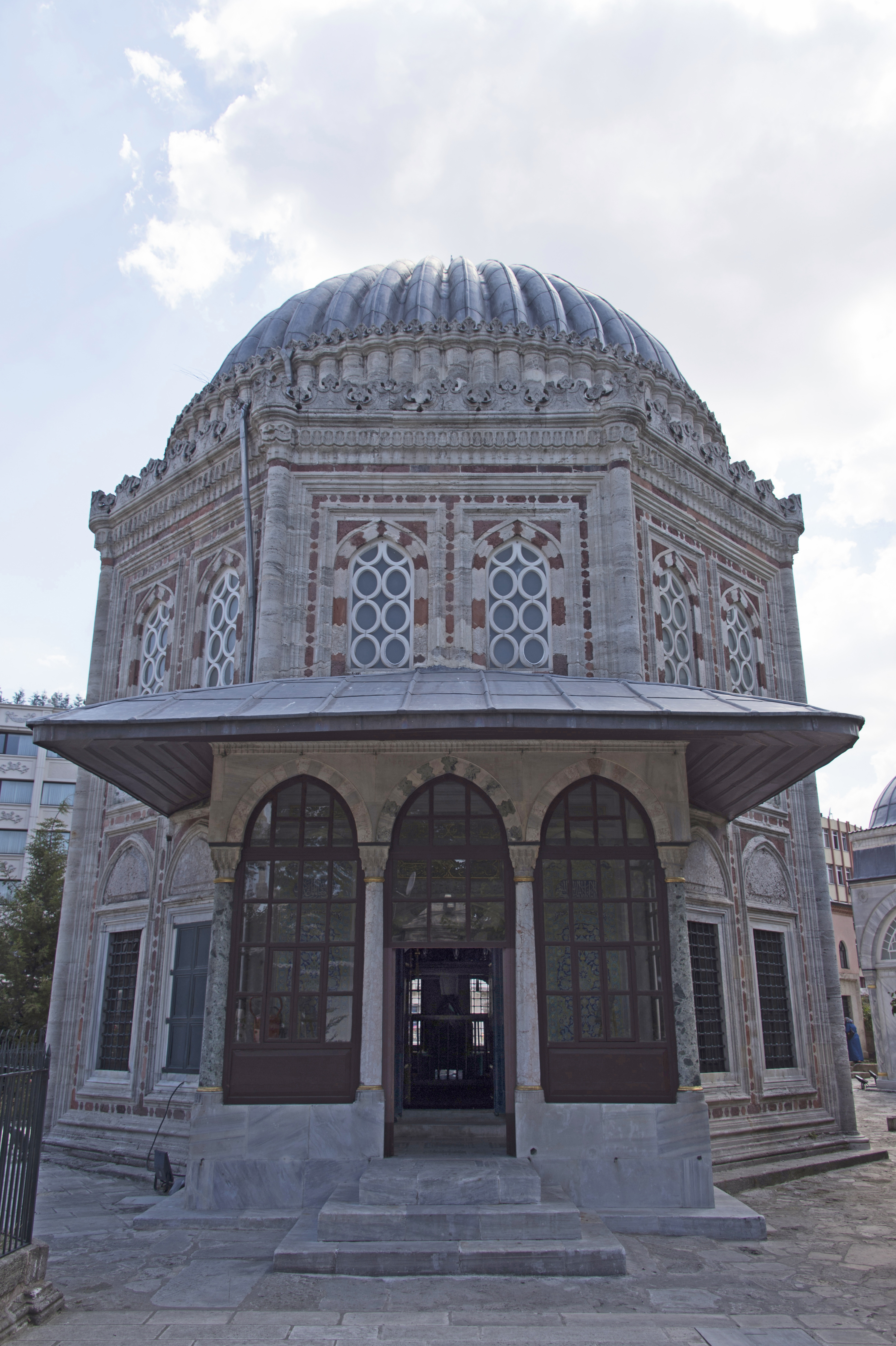
Exterior del Mausoleu de Şehzade Mehmed
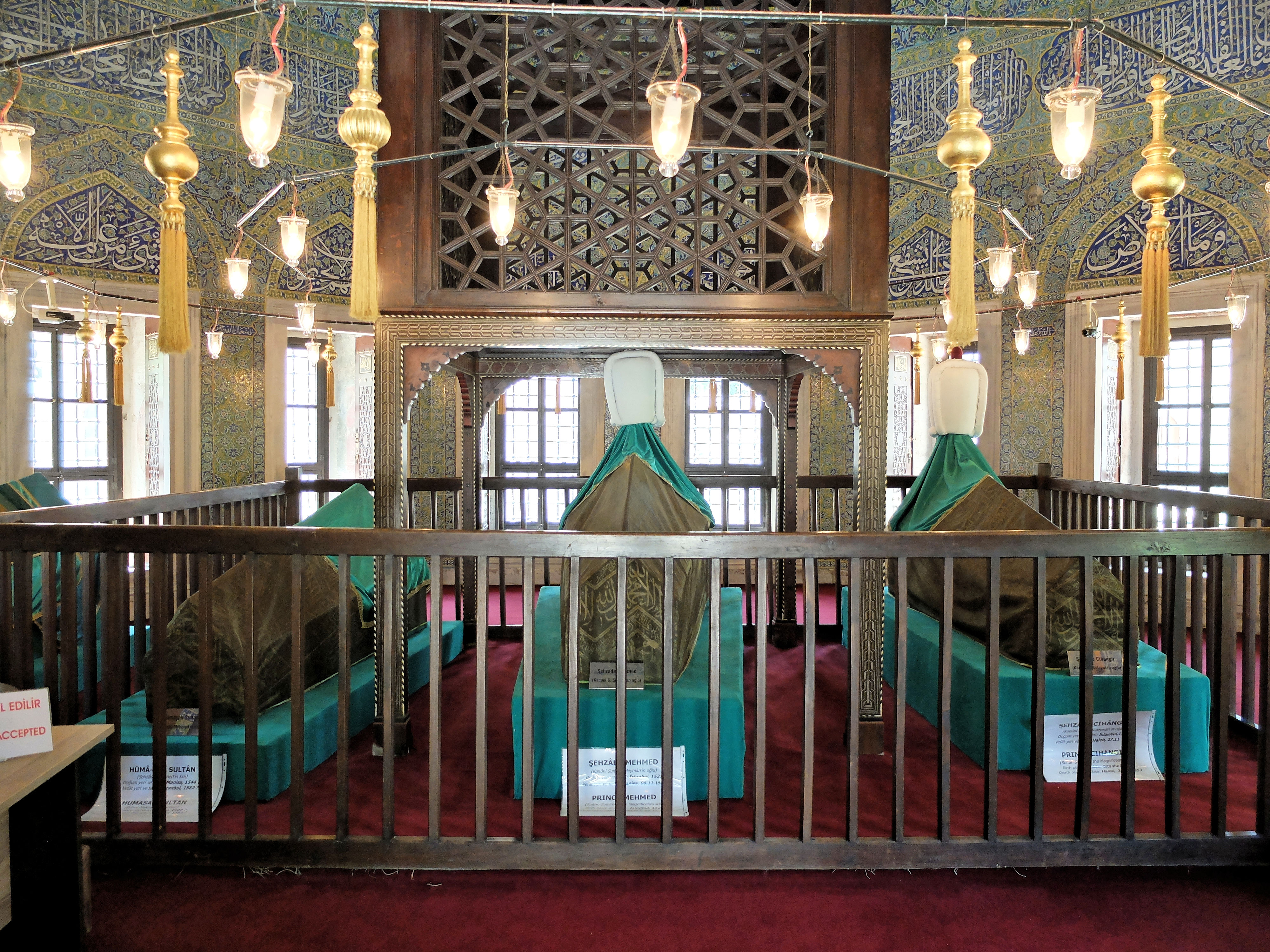
Vista dels túmuls dins el mausoleu
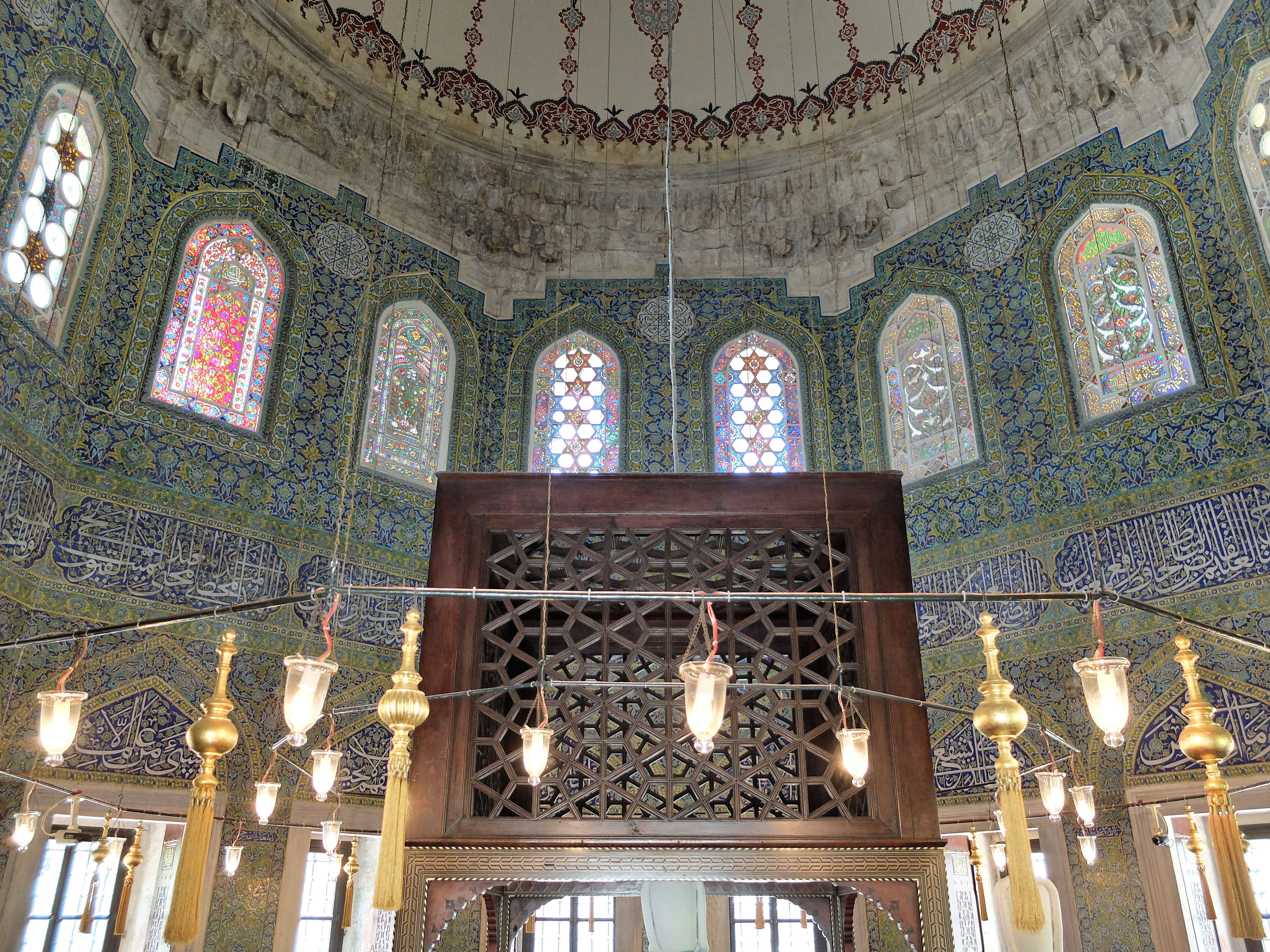
Vista de les paredes amb taulells i del tron de fusta sobre el cenotafi de Mehmed
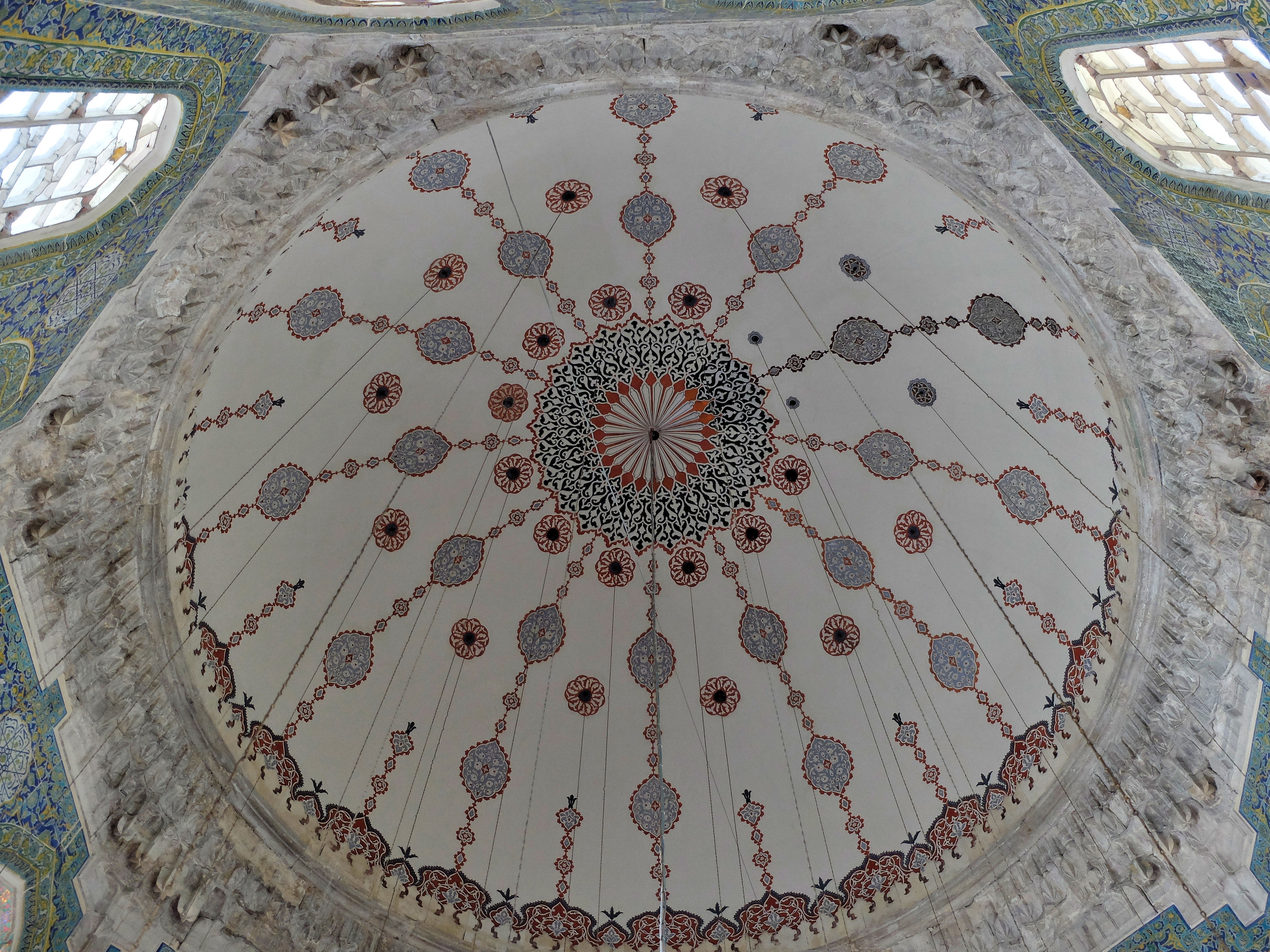
Vista de la cúpula
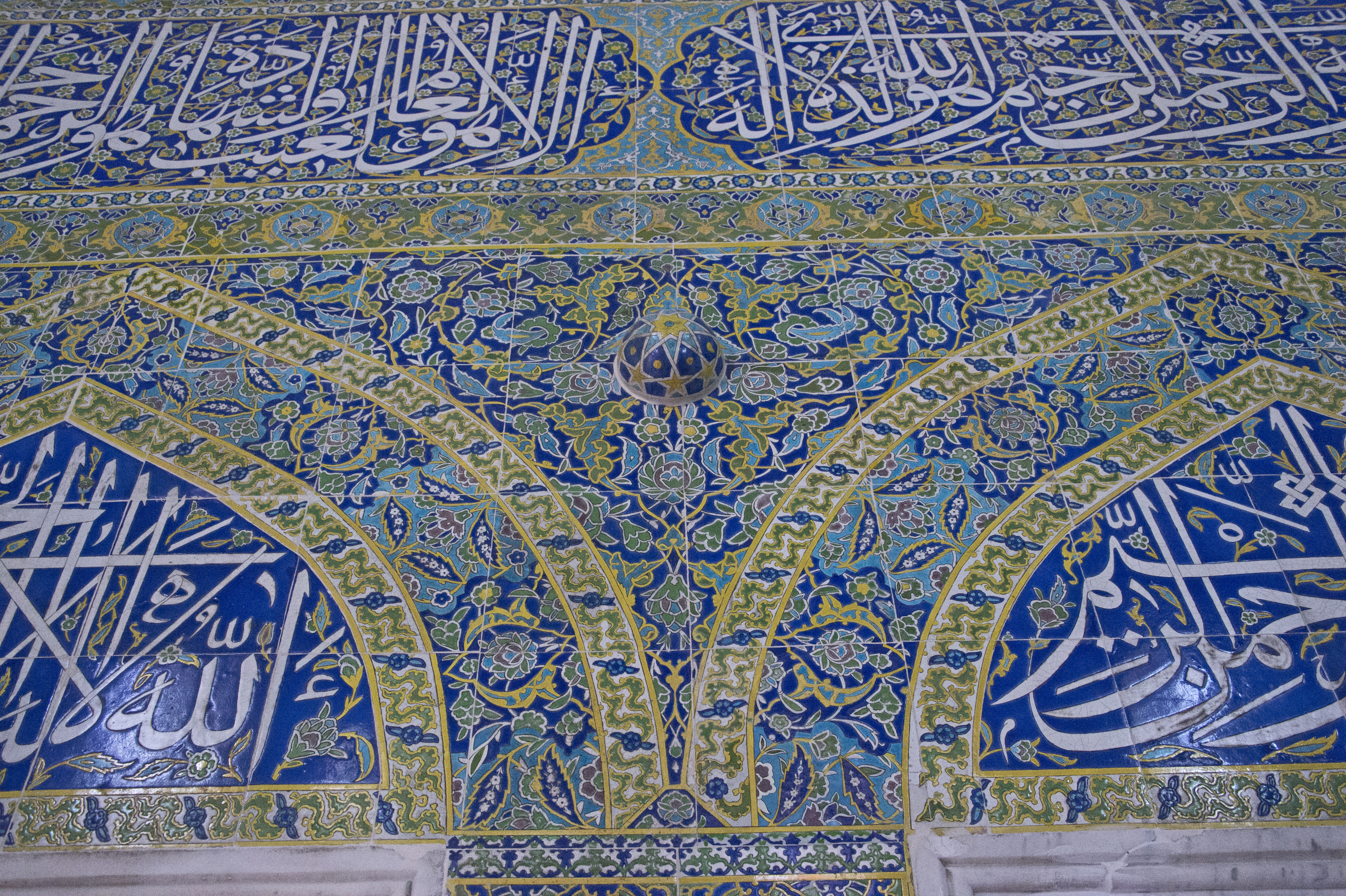
Detall dels taulells

Al sud del Mausoléu de Şehzade hi ha el menor turba octogonal del visir Rustem Paixà, que també el va projectar Sinan. La inscripció en dona l'any 968 de l'Hègira (1560-61). Rustem Paixà fou marit de Mihrimah Sultan, filla de Solimà el Magnífic. Igual que la Mesquita de Rustem Paixà, és decorada amb un gran nombre de rajoles Iznik de pintura sota vidrat. A la porta del conjunt, hi ha la turba del visir Ibrahim Paixà, gendre de Murat III, que va morir el 1603. La turba fou dissenyada per Dalgic Ahmet Çavus, i quasi s'iguala a la de Şehzade Mehmed en disseny i ús de decoració de taulells.

Altres mausoleus
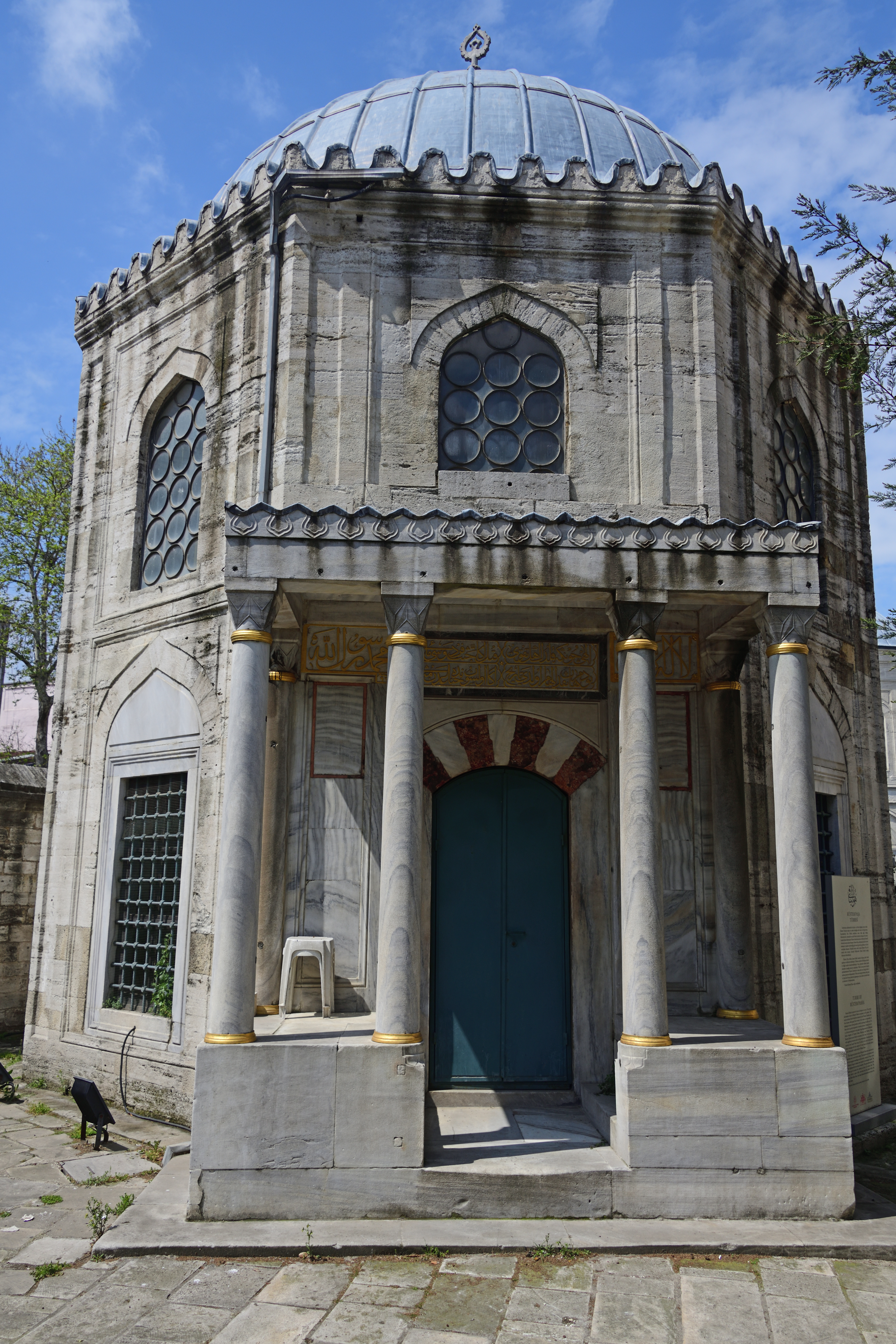
Mausoleu de Rustem Paixà
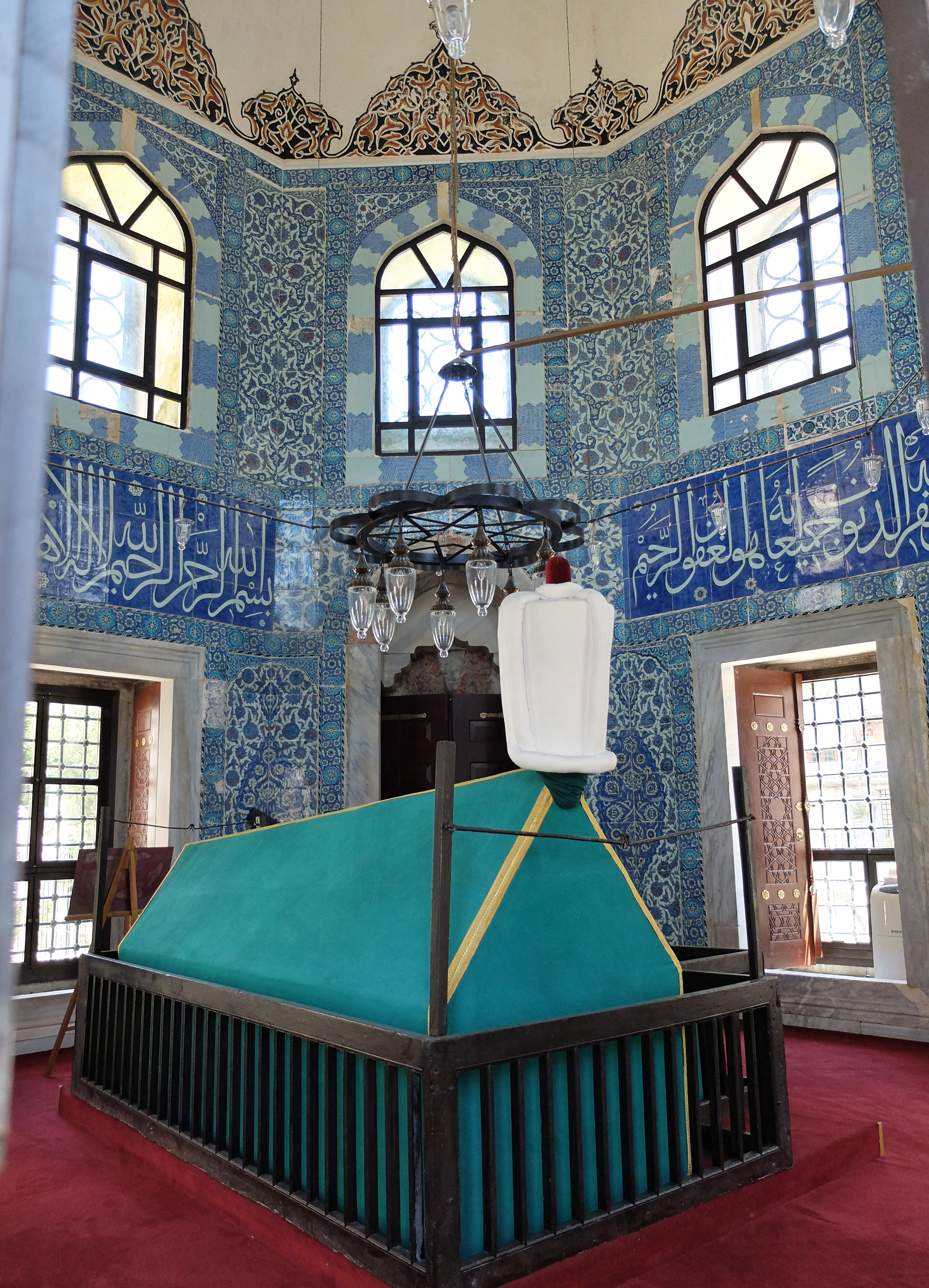
Interior del mausoleu de Rustem Paixà
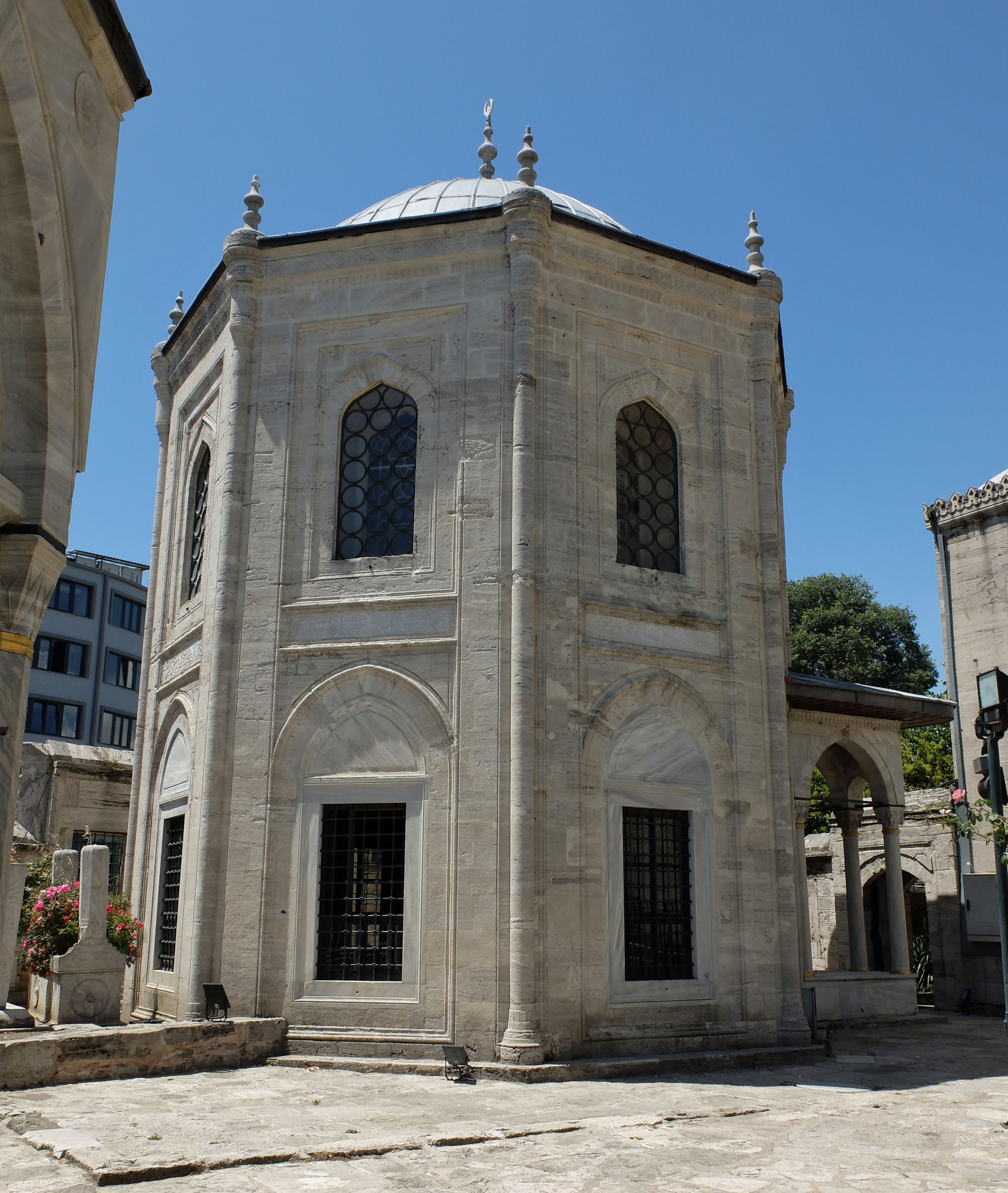
Mausoleu d'Ibrahim Paixà
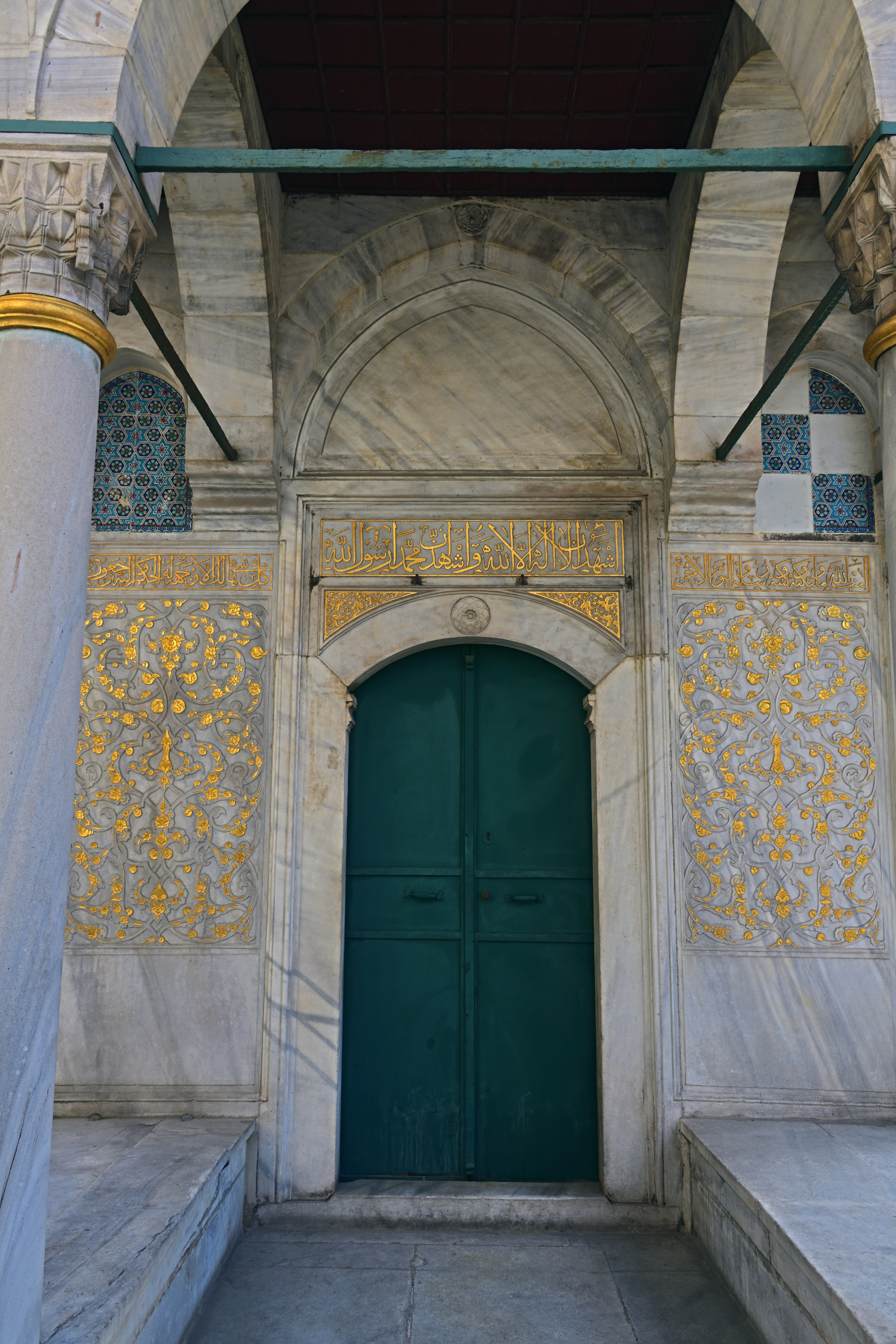
Entrada al mausoleu d'Ibrahim Paixà
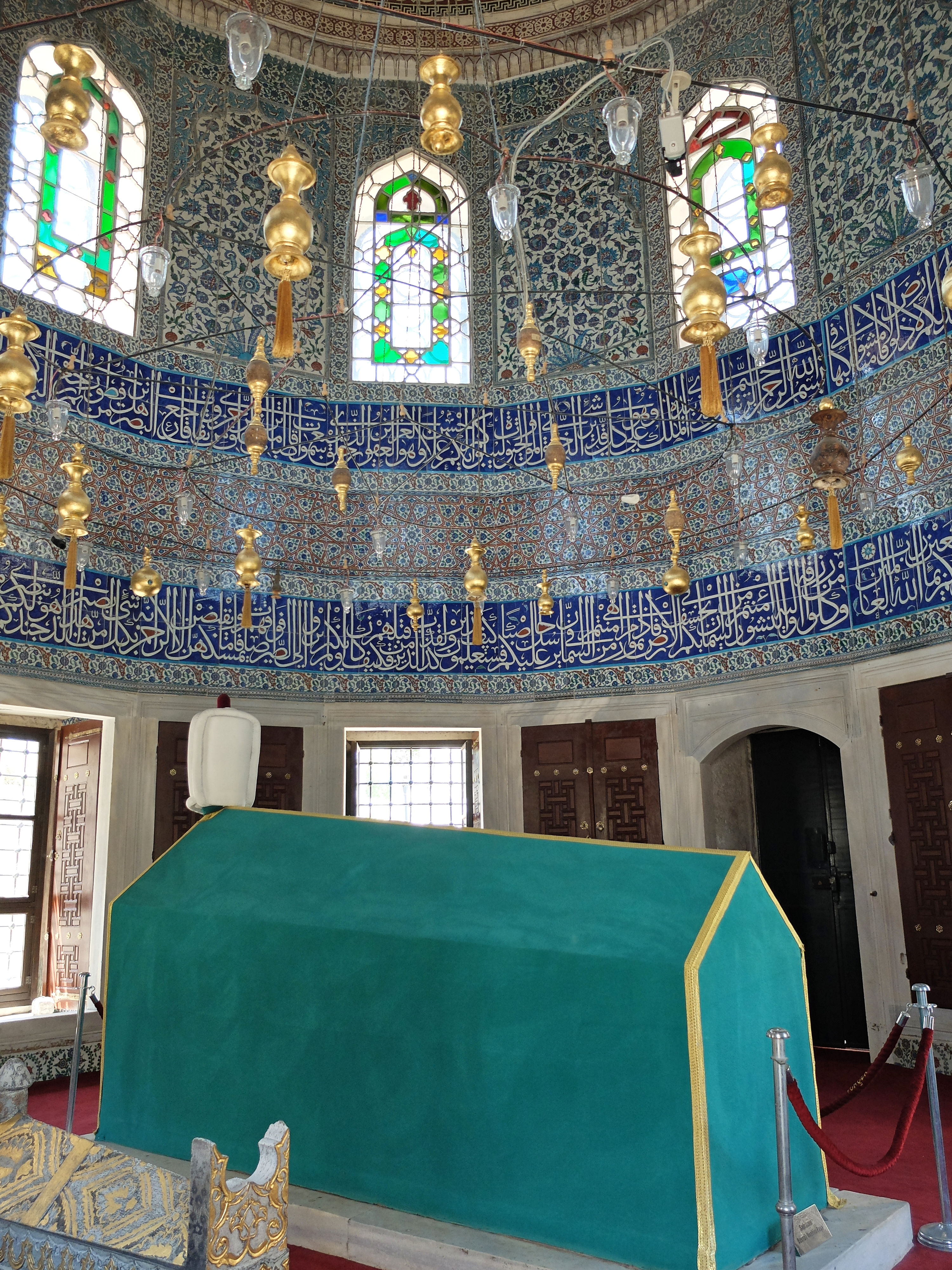
Interior del mausoleu d'Ibrahim Paixà

### Centre d'Istanbul
Es deia que la "columna verda" que roman a l'extrem del mur del cementeri del conjunt de Şehzade, davant de la Mesquita de Şehzade i el carrer, s'alçà en el lloc considerat el centre d'Istanbul.